# Lista de asteroides (361001-362000)
Esta é uma lista parcial de asteroides, do asteroide número 361001 até o 362000, inclusive. Veja também o índice com todas as listas disponíveis.

| Objeto Próximos à Terra | Cinturão de asteroides (interno) | Cinturão de asteroides (externo) | Centauro       |
| Cruzador de Marte       | Cinturão de asteroides (meio)    | Troianos de Júpiter              | Transnetuniano |

Veja mais dados de cada asteroide na ligação externa para o Minor Planet Center na última coluna.
Índice: 361001... 361101... 361201... 361301... 361401... 361501... 361601... 361701... 361801... 361901... 

## 361001–361100
| Designação | Designação | Descoberta  | Descoberta       | Descobridor(es)          | Categoria | Mais informações / Referência |
| Permanente | Provisória | Data        | Local            | Descobridor(es)          | Categoria | Mais informações / Referência |
| ---------- | ---------- | ----------- | ---------------- | ------------------------ | --------- | ----------------------------- |
| 361001     | 2005 US475 | 22 out 2005 | Kitt Peak        | Spacewatch               | Brangane  | MPC                           |
| 361002     | 2005 UB486 | 23 out 2005 | Palomar          | NEAT                     | —         | MPC                           |
| 361003     | 2005 UE512 | 29 out 2005 | Kitt Peak        | Spacewatch               | —         | MPC                           |
| 361004     | 2005 US515 | 22 out 2005 | Apache Point     | A. C. Becker             | —         | MPC                           |
| 361005     | 2005 UW515 | 22 out 2005 | Apache Point     | A. C. Becker             | —         | MPC                           |
| 361006     | 2005 UE519 | 26 out 2005 | Apache Point     | A. C. Becker             | —         | MPC                           |
| 361007     | 2005 UG526 | 25 out 2005 | Kitt Peak        | Spacewatch               | —         | MPC                           |
| 361008     | 2005 VB45  | 4 nov 2005  | Kitt Peak        | Spacewatch               | Maria     | MPC                           |
| 361009     | 2005 VU45  | 4 nov 2005  | Kitt Peak        | Spacewatch               | —         | MPC                           |
| 361010     | 2005 VS49  | 2 nov 2005  | Socorro          | LINEAR                   | —         | MPC                           |
| 361011     | 2005 VQ77  | 5 nov 2005  | Kitt Peak        | Spacewatch               | —         | MPC                           |
| 361012     | 2005 VG92  | 6 nov 2005  | Mount Lemmon     | Mount Lemmon Survey      | —         | MPC                           |
| 361013     | 2005 VQ102 | 2 nov 2005  | Catalina         | CSS                      | —         | MPC                           |
| 361014     | 2005 VT126 | 1 nov 2005  | Apache Point     | A. C. Becker             | —         | MPC                           |
| 361015     | 2005 VU126 | 1 nov 2005  | Apache Point     | A. C. Becker             | —         | MPC                           |
| 361016     | 2005 VQ133 | 1 nov 2005  | Apache Point     | A. C. Becker             | —         | MPC                           |
| 361017     | 2005 WB11  | 22 nov 2005 | Kitt Peak        | Spacewatch               | —         | MPC                           |
| 361018     | 2005 WN29  | 30 set 2005 | Mount Lemmon     | Mount Lemmon Survey      | Brangane  | MPC                           |
| 361019     | 2005 WN36  | 22 nov 2005 | Kitt Peak        | Spacewatch               | —         | MPC                           |
| 361020     | 2005 WJ39  | 25 nov 2005 | Mount Lemmon     | Mount Lemmon Survey      | —         | MPC                           |
| 361021     | 2005 WV42  | 21 nov 2005 | Kitt Peak        | Spacewatch               | —         | MPC                           |
| 361022     | 2005 WQ51  | 10 nov 2005 | Mount Lemmon     | Mount Lemmon Survey      | Brangane  | MPC                           |
| 361023     | 2005 WV56  | 29 nov 2005 | Junk Bond        | D. Healy                 | —         | MPC                           |
| 361024     | 2005 WQ68  | 25 nov 2005 | Mount Lemmon     | Mount Lemmon Survey      | —         | MPC                           |
| 361025     | 2005 WK70  | 26 nov 2005 | Mount Lemmon     | Mount Lemmon Survey      | —         | MPC                           |
| 361026     | 2005 WY87  | 28 nov 2005 | Mount Lemmon     | Mount Lemmon Survey      | —         | MPC                           |
| 361027     | 2005 WS88  | 22 nov 2005 | Kitt Peak        | Spacewatch               | —         | MPC                           |
| 361028     | 2005 WA95  | 26 nov 2005 | Kitt Peak        | Spacewatch               | —         | MPC                           |
| 361029     | 2005 WC95  | 26 nov 2005 | Kitt Peak        | Spacewatch               | —         | MPC                           |
| 361030     | 2005 WP97  | 12 nov 2005 | Kitt Peak        | Spacewatch               | —         | MPC                           |
| 361031     | 2005 WD101 | 29 nov 2005 | Socorro          | LINEAR                   | —         | MPC                           |
| 361032     | 2005 WL102 | 29 nov 2005 | Mount Lemmon     | Mount Lemmon Survey      | —         | MPC                           |
| 361033     | 2005 WR110 | 22 nov 2005 | Kitt Peak        | Spacewatch               | —         | MPC                           |
| 361034     | 2005 WS115 | 25 set 2005 | Kitt Peak        | Spacewatch               | Eos       | MPC                           |
| 361035     | 2005 WX121 | 30 nov 2005 | Mount Lemmon     | Mount Lemmon Survey      | —         | MPC                           |
| 361036     | 2005 WG140 | 26 nov 2005 | Mount Lemmon     | Mount Lemmon Survey      | —         | MPC                           |
| 361037     | 2005 WY160 | 28 nov 2005 | Socorro          | LINEAR                   | —         | MPC                           |
| 361038     | 2005 WG208 | 25 nov 2005 | Kitt Peak        | Spacewatch               | —         | MPC                           |
| 361039     | 2005 XQ13  | 1 dez 2005  | Kitt Peak        | Spacewatch               | Brangane  | MPC                           |
| 361040     | 2005 XU28  | 2 dez 2005  | Socorro          | LINEAR                   | —         | MPC                           |
| 361041     | 2005 XM45  | 2 dez 2005  | Kitt Peak        | Spacewatch               | —         | MPC                           |
| 361042     | 2005 XK48  | 2 dez 2005  | Mount Lemmon     | Mount Lemmon Survey      | —         | MPC                           |
| 361043     | 2005 XO72  | 6 dez 2005  | Kitt Peak        | Spacewatch               | —         | MPC                           |
| 361044     | 2005 XG76  | 25 nov 2005 | Catalina         | CSS                      | Brangane  | MPC                           |
| 361045     | 2005 XQ78  | 9 nov 2005  | Campo Imperatore | CINEOS                   | —         | MPC                           |
| 361046     | 2005 XN82  | 10 dez 2005 | Kitt Peak        | Spacewatch               | —         | MPC                           |
| 361047     | 2005 YX4   | 1 out 1999  | Kitt Peak        | Spacewatch               | —         | MPC                           |
| 361048     | 2005 YZ12  | 22 dez 2005 | Kitt Peak        | Spacewatch               | —         | MPC                           |
| 361049     | 2005 YN18  | 23 dez 2005 | Kitt Peak        | Spacewatch               | —         | MPC                           |
| 361050     | 2005 YC20  | 24 dez 2005 | Kitt Peak        | Spacewatch               | —         | MPC                           |
| 361051     | 2005 YF20  | 24 dez 2005 | Kitt Peak        | Spacewatch               | —         | MPC                           |
| 361052     | 2005 YC43  | 24 dez 2005 | Kitt Peak        | Spacewatch               | —         | MPC                           |
| 361053     | 2005 YH43  | 24 dez 2005 | Kitt Peak        | Spacewatch               | —         | MPC                           |
| 361054     | 2005 YZ47  | 26 dez 2005 | Kitt Peak        | Spacewatch               | —         | MPC                           |
| 361055     | 2005 YK57  | 24 dez 2005 | Kitt Peak        | Spacewatch               | —         | MPC                           |
| 361056     | 2005 YT63  | 1 dez 2005  | Mount Lemmon     | Mount Lemmon Survey      | —         | MPC                           |
| 361057     | 2005 YB85  | 25 dez 2005 | Mount Lemmon     | Mount Lemmon Survey      | —         | MPC                           |
| 361058     | 2005 YT113 | 5 dez 2005  | Mount Lemmon     | Mount Lemmon Survey      | —         | MPC                           |
| 361059     | 2005 YQ119 | 27 dez 2005 | Kitt Peak        | Spacewatch               | —         | MPC                           |
| 361060     | 2005 YN120 | 27 dez 2005 | Mount Lemmon     | Mount Lemmon Survey      | —         | MPC                           |
| 361061     | 2005 YQ139 | 28 dez 2005 | Mount Lemmon     | Mount Lemmon Survey      | —         | MPC                           |
| 361062     | 2005 YR152 | 28 dez 2005 | Kitt Peak        | Spacewatch               | Brangane  | MPC                           |
| 361063     | 2005 YH167 | 27 dez 2005 | Kitt Peak        | Spacewatch               | —         | MPC                           |
| 361064     | 2005 YH192 | 30 dez 2005 | Kitt Peak        | Spacewatch               | —         | MPC                           |
| 361065     | 2005 YQ211 | 28 dez 2005 | Catalina         | CSS                      | —         | MPC                           |
| 361066     | 2005 YO215 | 29 dez 2005 | Mount Lemmon     | Mount Lemmon Survey      | —         | MPC                           |
| 361067     | 2005 YX217 | 25 nov 2005 | Kitt Peak        | Spacewatch               | —         | MPC                           |
| 361068     | 2005 YG232 | 28 dez 2005 | Palomar          | NEAT                     | —         | MPC                           |
| 361069     | 2005 YD265 | 25 dez 2005 | Kitt Peak        | Spacewatch               | —         | MPC                           |
| 361070     | 2005 YN279 | 25 dez 2005 | Mount Lemmon     | Mount Lemmon Survey      | Brangane  | MPC                           |
| 361071     | 2006 AO4   | 8 jan 2006  | Mount Lemmon     | Mount Lemmon Survey      | —         | MPC                           |
| 361072     | 2006 AX46  | 6 jan 2006  | Kitt Peak        | Spacewatch               | —         | MPC                           |
| 361073     | 2006 AQ47  | 7 jan 2006  | Kitt Peak        | Spacewatch               | —         | MPC                           |
| 361074     | 2006 AX73  | 20 set 2001 | Socorro          | LINEAR                   | —         | MPC                           |
| 361075     | 2006 BQ12  | 21 ago 2004 | Kitt Peak        | Spacewatch               | —         | MPC                           |
| 361076     | 2006 BH24  | 23 jan 2006 | Mount Lemmon     | Mount Lemmon Survey      | —         | MPC                           |
| 361077     | 2006 BO31  | 20 jan 2006 | Kitt Peak        | Spacewatch               | —         | MPC                           |
| 361078     | 2006 BX45  | 23 jan 2006 | Mount Lemmon     | Mount Lemmon Survey      | —         | MPC                           |
| 361079     | 2006 BQ78  | 23 jan 2006 | Mount Lemmon     | Mount Lemmon Survey      | —         | MPC                           |
| 361080     | 2006 BA88  | 25 jan 2006 | Kitt Peak        | Spacewatch               | —         | MPC                           |
| 361081     | 2006 BY88  | 25 jan 2006 | Kitt Peak        | Spacewatch               | —         | MPC                           |
| 361082     | 2006 BU96  | 26 jan 2006 | Kitt Peak        | Spacewatch               | —         | MPC                           |
| 361083     | 2006 BU107 | 25 jan 2006 | Kitt Peak        | Spacewatch               | —         | MPC                           |
| 361084     | 2006 BE118 | 26 jan 2006 | Kitt Peak        | Spacewatch               | —         | MPC                           |
| 361085     | 2006 BW133 | 26 jan 2006 | Kitt Peak        | Spacewatch               | —         | MPC                           |
| 361086     | 2006 BL185 | 28 jan 2006 | Mount Lemmon     | Mount Lemmon Survey      | —         | MPC                           |
| 361087     | 2006 BF189 | 28 jan 2006 | Kitt Peak        | Spacewatch               | —         | MPC                           |
| 361088     | 2006 BP196 | 30 jan 2006 | Kitt Peak        | Spacewatch               | —         | MPC                           |
| 361089     | 2006 BN246 | 31 jan 2006 | Kitt Peak        | Spacewatch               | —         | MPC                           |
| 361090     | 2006 BB248 | 31 jan 2006 | Kitt Peak        | Spacewatch               | —         | MPC                           |
| 361091     | 2006 BE256 | 31 jan 2006 | Kitt Peak        | Spacewatch               | —         | MPC                           |
| 361092     | 2006 BN274 | 30 jan 2006 | Kitt Peak        | Spacewatch               | —         | MPC                           |
| 361093     | 2006 BN279 | 30 jan 2006 | Kitt Peak        | Spacewatch               | —         | MPC                           |
| 361094     | 2006 CJ60  | 2 fev 2006  | Jarnac           | Jarnac Obs.              | —         | MPC                           |
| 361095     | 2006 DD    | 5 jan 2006  | Catalina         | CSS                      | —         | MPC                           |
| 361096     | 2006 DW14  | 18 nov 2005 | Pla D'Arguines   | R. Ferrando, M. Ferrando | —         | MPC                           |
| 361097     | 2006 DJ24  | 20 fev 2006 | Socorro          | LINEAR                   | —         | MPC                           |
| 361098     | 2006 DL24  | 20 fev 2006 | Kitt Peak        | Spacewatch               | —         | MPC                           |
| 361099     | 2006 DU26  | 20 fev 2006 | Kitt Peak        | Spacewatch               | —         | MPC                           |
| 361100     | 2006 DV36  | 20 fev 2006 | Kitt Peak        | Spacewatch               | —         | MPC                           |

## 361101–361200
| Designação    | Designação | Descoberta  | Descoberta        | Descobridor(es)     | Categoria | Mais informações / Referência |
| Permanente    | Provisória | Data        | Local             | Descobridor(es)     | Categoria | Mais informações / Referência |
| ------------- | ---------- | ----------- | ----------------- | ------------------- | --------- | ----------------------------- |
| 361101        | 2006 DP59  | 24 fev 2006 | Mount Lemmon      | Mount Lemmon Survey | —         | MPC                           |
| 361102        | 2006 DU59  | 24 fev 2006 | Mount Lemmon      | Mount Lemmon Survey | —         | MPC                           |
| 361103        | 2006 DR70  | 21 fev 2006 | Mount Lemmon      | Mount Lemmon Survey | —         | MPC                           |
| 361104        | 2006 DZ99  | 25 fev 2006 | Kitt Peak         | Spacewatch          | —         | MPC                           |
| 361105        | 2006 DN118 | 21 fev 2006 | Mount Lemmon      | Mount Lemmon Survey | —         | MPC                           |
| 361106        | 2006 DW123 | 24 fev 2006 | Mount Lemmon      | Mount Lemmon Survey | —         | MPC                           |
| 361107        | 2006 DN161 | 27 fev 2006 | Kitt Peak         | Spacewatch          | —         | MPC                           |
| 361108        | 2006 DZ198 | 28 fev 2006 | Catalina          | CSS                 | —         | MPC                           |
| 361109        | 2006 DF206 | 7 jan 2006  | Mount Lemmon      | Mount Lemmon Survey | —         | MPC                           |
| 361110        | 2006 DS209 | 28 fev 2006 | Mount Lemmon      | Mount Lemmon Survey | —         | MPC                           |
| 361111        | 2006 DR211 | 24 fev 2006 | Mount Lemmon      | Mount Lemmon Survey | —         | MPC                           |
| 361112        | 2006 ER2   | 2 mar 2006  | Kitt Peak         | Spacewatch          | —         | MPC                           |
| 361113        | 2006 ER8   | 5 jan 2006  | Mount Lemmon      | Mount Lemmon Survey | —         | MPC                           |
| 361114        | 2006 EQ16  | 2 mar 2006  | Kitt Peak         | Spacewatch          | —         | MPC                           |
| 361115        | 2006 EZ23  | 3 mar 2006  | Kitt Peak         | Spacewatch          | —         | MPC                           |
| 361116        | 2006 EE40  | 4 mar 2006  | Kitt Peak         | Spacewatch          | —         | MPC                           |
| 361117        | 2006 FO13  | 23 mar 2006 | Kitt Peak         | Spacewatch          | —         | MPC                           |
| 361118        | 2006 FZ17  | 23 mar 2006 | Kitt Peak         | Spacewatch          | —         | MPC                           |
| 361119        | 2006 FN27  | 24 mar 2006 | Mount Lemmon      | Mount Lemmon Survey | —         | MPC                           |
| 361120        | 2006 FJ42  | 26 mar 2006 | Mount Lemmon      | Mount Lemmon Survey | —         | MPC                           |
| 361121        | 2006 FD44  | 23 mar 2006 | Catalina          | CSS                 | —         | MPC                           |
| 361122        | 2006 GW1   | 2 abr 2006  | Piszkéstető       | K. Sárneczky        | —         | MPC                           |
| 361123        | 2006 GW2   | 8 abr 2006  | Anderson Mesa     | LONEOS              | —         | MPC                           |
| 361124        | 2006 GC4   | 2 abr 2006  | Kitt Peak         | Spacewatch          | —         | MPC                           |
| 361125        | 2006 GP15  | 2 abr 2006  | Kitt Peak         | Spacewatch          | —         | MPC                           |
| 361126        | 2006 GR15  | 2 abr 2006  | Kitt Peak         | Spacewatch          | —         | MPC                           |
| 361127        | 2006 GT20  | 2 abr 2006  | Kitt Peak         | Spacewatch          | —         | MPC                           |
| 361128        | 2006 GG21  | 3 dez 2005  | Mauna Kea         | A. Boattini         | —         | MPC                           |
| 361129        | 2006 GQ21  | 2 abr 2006  | Mount Lemmon      | Mount Lemmon Survey | —         | MPC                           |
| 361130        | 2006 GJ23  | 2 abr 2006  | Kitt Peak         | Spacewatch          | —         | MPC                           |
| 361131        | 2006 GH26  | 2 abr 2006  | Kitt Peak         | Spacewatch          | —         | MPC                           |
| 361132        | 2006 GM28  | 2 abr 2006  | Kitt Peak         | Spacewatch          | —         | MPC                           |
| 361133        | 2006 GZ36  | 8 abr 2006  | Mount Lemmon      | Mount Lemmon Survey | —         | MPC                           |
| 361134        | 2006 GX44  | 7 abr 2006  | Mount Lemmon      | Mount Lemmon Survey | —         | MPC                           |
| 361135        | 2006 HL9   | 19 abr 2006 | Anderson Mesa     | LONEOS              | —         | MPC                           |
| 361136        | 2006 HM40  | 21 abr 2006 | Catalina          | CSS                 | —         | MPC                           |
| 361137        | 2006 HV43  | 24 abr 2006 | Mount Lemmon      | Mount Lemmon Survey | —         | MPC                           |
| 361138        | 2006 HP44  | 24 abr 2006 | Mount Lemmon      | Mount Lemmon Survey | —         | MPC                           |
| 361139        | 2006 HN57  | 29 abr 2006 | Wrightwood        | J. W. Young         | Mitidika  | MPC                           |
| 361140        | 2006 HL61  | 24 abr 2006 | Kitt Peak         | Spacewatch          | —         | MPC                           |
| 361141        | 2006 HQ65  | 24 abr 2006 | Kitt Peak         | Spacewatch          | —         | MPC                           |
| 361142        | 2006 HG81  | 26 abr 2006 | Kitt Peak         | Spacewatch          | —         | MPC                           |
| 361143        | 2006 HV82  | 26 abr 2006 | Kitt Peak         | Spacewatch          | Mitidika  | MPC                           |
| 361144        | 2006 HK83  | 26 abr 2006 | Kitt Peak         | Spacewatch          | —         | MPC                           |
| 361145        | 2006 HE84  | 26 abr 2006 | Kitt Peak         | Spacewatch          | —         | MPC                           |
| 361146        | 2006 HT84  | 26 abr 2006 | Kitt Peak         | Spacewatch          | —         | MPC                           |
| 361147        | 2006 HN87  | 30 abr 2006 | Kitt Peak         | Spacewatch          | —         | MPC                           |
| 361148        | 2006 HU95  | 30 abr 2006 | Kitt Peak         | Spacewatch          | Mitidika  | MPC                           |
| 361149        | 2006 HC99  | 30 abr 2006 | Kitt Peak         | Spacewatch          | —         | MPC                           |
| 361150        | 2006 HL105 | 25 abr 2006 | Catalina          | CSS                 | —         | MPC                           |
| 361151        | 2006 HO108 | 30 abr 2006 | Catalina          | CSS                 | —         | MPC                           |
| 361152        | 2006 HD152 | 19 abr 2006 | Catalina          | CSS                 | —         | MPC                           |
| 361153        | 2006 HJ152 | 24 abr 2006 | Piszkéstető       | K. Sárneczky        | —         | MPC                           |
| 361154        | 2006 JX1   | 1 mai 2006  | Socorro           | LINEAR              | —         | MPC                           |
| 361155        | 2006 JN13  | 19 abr 2006 | Kitt Peak         | Spacewatch          | —         | MPC                           |
| 361156        | 2006 JJ31  | 3 mai 2006  | Kitt Peak         | Spacewatch          | —         | MPC                           |
| 361157        | 2006 JF44  | 6 mai 2006  | Kitt Peak         | Spacewatch          | —         | MPC                           |
| 361158        | 2006 JN49  | 1 mai 2006  | Kitt Peak         | Spacewatch          | —         | MPC                           |
| 361159        | 2006 JU52  | 6 mai 2006  | Kitt Peak         | Spacewatch          | —         | MPC                           |
| 361160        | 2006 JP62  | 1 mai 2006  | Kitt Peak         | M. W. Buie          | —         | MPC                           |
| 361161        | 2006 KS3   | 19 mai 2006 | Mount Lemmon      | Mount Lemmon Survey | —         | MPC                           |
| 361162        | 2006 KJ7   | 19 mai 2006 | Mount Lemmon      | Mount Lemmon Survey | —         | MPC                           |
| 361163        | 2006 KB9   | 19 mai 2006 | Mount Lemmon      | Mount Lemmon Survey | —         | MPC                           |
| 361164        | 2006 KK23  | 23 mai 2006 | Reedy Creek       | J. Broughton        | —         | MPC                           |
| 361165        | 2006 KD41  | 19 mai 2006 | Mount Lemmon      | Mount Lemmon Survey | —         | MPC                           |
| 361166        | 2006 KN64  | 23 mai 2006 | Mount Lemmon      | Mount Lemmon Survey | —         | MPC                           |
| 361167        | 2006 KY64  | 23 mai 2006 | Mount Lemmon      | Mount Lemmon Survey | —         | MPC                           |
| 361168        | 2006 KS81  | 25 mai 2006 | Mount Lemmon      | Mount Lemmon Survey | —         | MPC                           |
| 361169        | 2006 KC83  | 20 mai 2006 | Anderson Mesa     | LONEOS              | —         | MPC                           |
| 361170        | 2006 KN92  | 25 mai 2006 | Kitt Peak         | Spacewatch          | —         | MPC                           |
| 361171        | 2006 KH107 | 31 mai 2006 | Mount Lemmon      | Mount Lemmon Survey | —         | MPC                           |
| 361172        | 2006 KM107 | 31 mai 2006 | Mount Lemmon      | Mount Lemmon Survey | —         | MPC                           |
| 361173        | 2006 LZ5   | 3 jun 2006  | Mount Lemmon      | Mount Lemmon Survey | —         | MPC                           |
| 361174        | 2006 OF8   | 20 jul 2006 | Palomar           | NEAT                | —         | MPC                           |
| 361175        | 2006 OV19  | 20 jul 2006 | Siding Spring     | SSS                 | —         | MPC                           |
| 361176        | 2006 PF6   | 5 nov 1999  | Kitt Peak         | Spacewatch          | Mitidika  | MPC                           |
| 361177        | 2006 PC16  | 15 ago 2006 | Palomar           | NEAT                | —         | MPC                           |
| 361178        | 2006 PH18  | 12 ago 2006 | Palomar           | NEAT                | —         | MPC                           |
| 361179        | 2006 PJ25  | 13 ago 2006 | Palomar           | NEAT                | Mitidika  | MPC                           |
| 361180        | 2006 QK3   | 17 ago 2006 | Palomar           | NEAT                | —         | MPC                           |
| 361181        | 2006 QL24  | 17 ago 2006 | Palomar           | NEAT                | —         | MPC                           |
| 361182        | 2006 QV32  | 22 ago 2006 | Palomar           | NEAT                | —         | MPC                           |
| 361183 Tandon | 2006 QB34  | 24 ago 2006 | Pises             | Pises Obs.          | —         | MPC                           |
| 361184        | 2006 QM38  | 18 ago 2006 | Socorro           | LINEAR              | —         | MPC                           |
| 361185        | 2006 QP38  | 18 ago 2006 | Anderson Mesa     | LONEOS              | —         | MPC                           |
| 361186        | 2006 QE41  | 17 ago 2006 | Palomar           | NEAT                | —         | MPC                           |
| 361187        | 2006 QW70  | 21 ago 2006 | Kitt Peak         | Spacewatch          | —         | MPC                           |
| 361188        | 2006 QD86  | 27 ago 2006 | Kitt Peak         | Spacewatch          | —         | MPC                           |
| 361189        | 2006 QC133 | 23 ago 2006 | Palomar           | NEAT                | —         | MPC                           |
| 361190        | 2006 QR136 | 29 ago 2006 | Catalina          | CSS                 | —         | MPC                           |
| 361191        | 2006 QF169 | 30 ago 2006 | Anderson Mesa     | LONEOS              | —         | MPC                           |
| 361192        | 2006 QZ178 | 21 ago 2006 | Kitt Peak         | Spacewatch          | —         | MPC                           |
| 361193        | 2006 QW184 | 29 ago 2006 | Lulin Observatory | H.-C. Lin, Q.-z. Ye | —         | MPC                           |
| 361194        | 2006 RK4   | 12 set 2006 | Catalina          | CSS                 | —         | MPC                           |
| 361195        | 2006 RM5   | 14 set 2006 | Catalina          | CSS                 | —         | MPC                           |
| 361196        | 2006 RX17  | 14 set 2006 | Palomar           | NEAT                | —         | MPC                           |
| 361197        | 2006 RN18  | 14 set 2006 | Catalina          | CSS                 | —         | MPC                           |
| 361198        | 2006 RQ19  | 14 set 2006 | Palomar           | NEAT                | —         | MPC                           |
| 361199        | 2006 RR23  | 13 set 2006 | Palomar           | NEAT                | —         | MPC                           |
| 361200        | 2006 RU25  | 14 set 2006 | Kitt Peak         | Spacewatch          | —         | MPC                           |

## 361201–361300
| Designação    | Designação | Descoberta  | Descoberta    | Descobridor(es)           | Categoria | Mais informações / Referência |
| Permanente    | Provisória | Data        | Local         | Descobridor(es)           | Categoria | Mais informações / Referência |
| ------------- | ---------- | ----------- | ------------- | ------------------------- | --------- | ----------------------------- |
| 361201        | 2006 RQ32  | 15 set 2006 | Kitt Peak     | Spacewatch                | —         | MPC                           |
| 361202        | 2006 RZ33  | 12 set 2006 | Catalina      | CSS                       | —         | MPC                           |
| 361203        | 2006 RE39  | 14 set 2006 | Catalina      | CSS                       | —         | MPC                           |
| 361204        | 2006 RX45  | 14 set 2006 | Kitt Peak     | Spacewatch                | —         | MPC                           |
| 361205        | 2006 RA75  | 15 set 2006 | Kitt Peak     | Spacewatch                | —         | MPC                           |
| 361206        | 2006 RF78  | 15 set 2006 | Kitt Peak     | Spacewatch                | —         | MPC                           |
| 361207        | 2006 RZ85  | 15 set 2006 | Kitt Peak     | Spacewatch                | —         | MPC                           |
| 361208        | 2006 RK89  | 15 set 2006 | Kitt Peak     | Spacewatch                | —         | MPC                           |
| 361209        | 2006 RH91  | 15 set 2006 | Kitt Peak     | Spacewatch                | —         | MPC                           |
| 361210        | 2006 RN94  | 15 set 2006 | Kitt Peak     | Spacewatch                | —         | MPC                           |
| 361211        | 2006 RR95  | 15 set 2006 | Kitt Peak     | Spacewatch                | —         | MPC                           |
| 361212        | 2006 SK1   | 16 set 2006 | Kitt Peak     | Spacewatch                | —         | MPC                           |
| 361213        | 2006 SA12  | 16 set 2006 | Catalina      | CSS                       | —         | MPC                           |
| 361214        | 2006 SO18  | 17 set 2006 | Kitt Peak     | Spacewatch                | —         | MPC                           |
| 361215        | 2006 SM32  | 17 set 2006 | Kitt Peak     | Spacewatch                | —         | MPC                           |
| 361216        | 2006 SY39  | 18 set 2006 | Catalina      | CSS                       | Koronis   | MPC                           |
| 361217        | 2006 SL44  | 17 set 2006 | Catalina      | CSS                       | —         | MPC                           |
| 361218        | 2006 SL50  | 16 set 2006 | Catalina      | CSS                       | —         | MPC                           |
| 361219        | 2006 SW70  | 19 set 2006 | Kitt Peak     | Spacewatch                | —         | MPC                           |
| 361220        | 2006 SD87  | 18 set 2006 | Kitt Peak     | Spacewatch                | —         | MPC                           |
| 361221        | 2006 SU88  | 18 set 2006 | Kitt Peak     | Spacewatch                | —         | MPC                           |
| 361222        | 2006 SB96  | 18 set 2006 | Kitt Peak     | Spacewatch                | —         | MPC                           |
| 361223        | 2006 SS98  | 18 set 2006 | Kitt Peak     | Spacewatch                | —         | MPC                           |
| 361224        | 2006 SH99  | 18 set 2006 | Kitt Peak     | Spacewatch                | —         | MPC                           |
| 361225        | 2006 SW106 | 19 set 2006 | Kitt Peak     | Spacewatch                | —         | MPC                           |
| 361226        | 2006 SA108 | 19 set 2006 | Anderson Mesa | LONEOS                    | —         | MPC                           |
| 361227        | 2006 SG113 | 23 set 2006 | Kitt Peak     | Spacewatch                | —         | MPC                           |
| 361228        | 2006 SH124 | 19 set 2006 | Catalina      | CSS                       | —         | MPC                           |
| 361229        | 2006 SB127 | 22 set 2006 | Catalina      | CSS                       | —         | MPC                           |
| 361230        | 2006 SB133 | 16 set 2006 | Catalina      | CSS                       | —         | MPC                           |
| 361231        | 2006 ST152 | 19 set 2006 | Kitt Peak     | Spacewatch                | —         | MPC                           |
| 361232        | 2006 SL165 | 25 set 2006 | Kitt Peak     | Spacewatch                | —         | MPC                           |
| 361233        | 2006 SF167 | 25 set 2006 | Kitt Peak     | Spacewatch                | —         | MPC                           |
| 361234        | 2006 SO170 | 25 set 2006 | Kitt Peak     | Spacewatch                | —         | MPC                           |
| 361235        | 2006 SG179 | 25 set 2006 | Kitt Peak     | Spacewatch                | —         | MPC                           |
| 361236        | 2006 SM184 | 25 set 2006 | Kitt Peak     | Spacewatch                | —         | MPC                           |
| 361237        | 2006 SZ196 | 26 set 2006 | Mount Lemmon  | Mount Lemmon Survey       | —         | MPC                           |
| 361238        | 2006 SO207 | 25 set 2006 | Kitt Peak     | Spacewatch                | —         | MPC                           |
| 361239        | 2006 SQ212 | 26 set 2006 | Kitt Peak     | Spacewatch                | —         | MPC                           |
| 361240        | 2006 SR223 | 25 set 2006 | Kitt Peak     | Spacewatch                | —         | MPC                           |
| 361241        | 2006 SG229 | 18 set 2006 | Catalina      | CSS                       | —         | MPC                           |
| 361242        | 2006 SV232 | 26 set 2006 | Kitt Peak     | Spacewatch                | —         | MPC                           |
| 361243        | 2006 SX249 | 26 set 2006 | Kitt Peak     | Spacewatch                | —         | MPC                           |
| 361244        | 2006 SO252 | 26 set 2006 | Kitt Peak     | Spacewatch                | —         | MPC                           |
| 361245        | 2006 SB260 | 26 set 2006 | Kitt Peak     | Spacewatch                | —         | MPC                           |
| 361246        | 2006 SE260 | 26 set 2006 | Kitt Peak     | Spacewatch                | —         | MPC                           |
| 361247        | 2006 SC262 | 26 set 2006 | Mount Lemmon  | Mount Lemmon Survey       | —         | MPC                           |
| 361248        | 2006 SE263 | 26 set 2006 | Kitt Peak     | Spacewatch                | —         | MPC                           |
| 361249        | 2006 SY263 | 26 set 2006 | Kitt Peak     | Spacewatch                | —         | MPC                           |
| 361250        | 2006 SV273 | 27 set 2006 | Mount Lemmon  | Mount Lemmon Survey       | —         | MPC                           |
| 361251        | 2006 SY273 | 27 set 2006 | Mount Lemmon  | Mount Lemmon Survey       | Eos       | MPC                           |
| 361252        | 2006 SJ279 | 28 set 2006 | Kitt Peak     | Spacewatch                | —         | MPC                           |
| 361253        | 2006 SA301 | 26 set 2006 | Mount Lemmon  | Mount Lemmon Survey       | —         | MPC                           |
| 361254        | 2006 SN316 | 27 set 2006 | Kitt Peak     | Spacewatch                | —         | MPC                           |
| 361255        | 2006 SY317 | 27 set 2006 | Kitt Peak     | Spacewatch                | Eos       | MPC                           |
| 361256        | 2006 SK318 | 27 set 2006 | Kitt Peak     | Spacewatch                | —         | MPC                           |
| 361257        | 2006 SS322 | 27 set 2006 | Kitt Peak     | Spacewatch                | —         | MPC                           |
| 361258        | 2006 SY327 | 27 set 2006 | Kitt Peak     | Spacewatch                | —         | MPC                           |
| 361259        | 2006 SS335 | 28 set 2006 | Kitt Peak     | Spacewatch                | —         | MPC                           |
| 361260        | 2006 SG342 | 28 set 2006 | Kitt Peak     | Spacewatch                | —         | MPC                           |
| 361261        | 2006 SS353 | 30 set 2006 | Catalina      | CSS                       | —         | MPC                           |
| 361262        | 2006 SE357 | 30 set 2006 | Catalina      | CSS                       | —         | MPC                           |
| 361263        | 2006 SD366 | 30 set 2006 | Catalina      | CSS                       | —         | MPC                           |
| 361264        | 2006 SB370 | 18 set 2006 | La Sagra      | Mallorca Obs.             | —         | MPC                           |
| 361265        | 2006 SS372 | 23 set 2006 | Moletai       | K. Černis, J. Zdanavičius | —         | MPC                           |
| 361266        | 2006 SA376 | 17 set 2006 | Apache Point  | A. C. Becker              | —         | MPC                           |
| 361267 ʻIʻiwi | 2006 SV395 | 17 set 2006 | Mauna Kea     | J. Masiero                | —         | MPC                           |
| 361268        | 2006 SU398 | 17 set 2006 | Kitt Peak     | Spacewatch                | —         | MPC                           |
| 361269        | 2006 SR399 | 18 set 2006 | Catalina      | CSS                       | —         | MPC                           |
| 361270        | 2006 SD404 | 30 set 2006 | Mount Lemmon  | Mount Lemmon Survey       | —         | MPC                           |
| 361271        | 2006 SK405 | 17 set 2006 | Kitt Peak     | Spacewatch                | —         | MPC                           |
| 361272        | 2006 SD407 | 18 set 2006 | Catalina      | CSS                       | —         | MPC                           |
| 361273        | 2006 SV407 | 25 set 2006 | Mount Lemmon  | Mount Lemmon Survey       | —         | MPC                           |
| 361274        | 2006 SQ411 | 18 set 2006 | Catalina      | CSS                       | —         | MPC                           |
| 361275        | 2006 TC4   | 2 out 2006  | Mount Lemmon  | Mount Lemmon Survey       | —         | MPC                           |
| 361276        | 2006 TA12  | 3 out 2006  | Kitt Peak     | Spacewatch                | —         | MPC                           |
| 361277        | 2006 TX12  | 28 set 2006 | Catalina      | CSS                       | Phocaea   | MPC                           |
| 361278        | 2006 TD18  | 11 out 2006 | Kitt Peak     | Spacewatch                | —         | MPC                           |
| 361279        | 2006 TV18  | 11 out 2006 | Kitt Peak     | Spacewatch                | Meliboea  | MPC                           |
| 361280        | 2006 TC19  | 11 out 2006 | Kitt Peak     | Spacewatch                | —         | MPC                           |
| 361281        | 2006 TR29  | 12 out 2006 | Kitt Peak     | Spacewatch                | Themis    | MPC                           |
| 361282        | 2006 TC31  | 12 out 2006 | Kitt Peak     | Spacewatch                | —         | MPC                           |
| 361283        | 2006 TP31  | 12 out 2006 | Kitt Peak     | Spacewatch                | —         | MPC                           |
| 361284        | 2006 TS34  | 12 out 2006 | Kitt Peak     | Spacewatch                | —         | MPC                           |
| 361285        | 2006 TY34  | 12 out 2006 | Kitt Peak     | Spacewatch                | —         | MPC                           |
| 361286        | 2006 TB35  | 12 out 2006 | Kitt Peak     | Spacewatch                | —         | MPC                           |
| 361287        | 2006 TX35  | 12 out 2006 | Kitt Peak     | Spacewatch                | —         | MPC                           |
| 361288        | 2006 TL40  | 12 out 2006 | Kitt Peak     | Spacewatch                | —         | MPC                           |
| 361289        | 2006 TV41  | 12 out 2006 | Kitt Peak     | Spacewatch                | —         | MPC                           |
| 361290        | 2006 TQ47  | 12 out 2006 | Kitt Peak     | Spacewatch                | Themis    | MPC                           |
| 361291        | 2006 TW47  | 12 out 2006 | Kitt Peak     | Spacewatch                | —         | MPC                           |
| 361292        | 2006 TA49  | 12 out 2006 | Palomar       | NEAT                      | —         | MPC                           |
| 361293        | 2006 TV52  | 12 out 2006 | Kitt Peak     | Spacewatch                | Themis    | MPC                           |
| 361294        | 2006 TN55  | 12 out 2006 | Palomar       | NEAT                      | —         | MPC                           |
| 361295        | 2006 TY57  | 15 out 2006 | Catalina      | CSS                       | —         | MPC                           |
| 361296        | 2006 TX58  | 13 out 2006 | Kitt Peak     | Spacewatch                | —         | MPC                           |
| 361297        | 2006 TL63  | 10 out 2006 | Palomar       | NEAT                      | —         | MPC                           |
| 361298        | 2006 TN78  | 12 out 2006 | Kitt Peak     | Spacewatch                | —         | MPC                           |
| 361299        | 2006 TX79  | 13 out 2006 | Kitt Peak     | Spacewatch                | —         | MPC                           |
| 361300        | 2006 TM80  | 13 out 2006 | Kitt Peak     | Spacewatch                | —         | MPC                           |

## 361301–361400
| Designação | Designação | Descoberta  | Descoberta    | Descobridor(es)     | Categoria | Mais informações / Referência |
| Permanente | Provisória | Data        | Local         | Descobridor(es)     | Categoria | Mais informações / Referência |
| ---------- | ---------- | ----------- | ------------- | ------------------- | --------- | ----------------------------- |
| 361301     | 2006 TF91  | 13 out 2006 | Kitt Peak     | Spacewatch          | —         | MPC                           |
| 361302     | 2006 TZ100 | 15 out 2006 | Kitt Peak     | Spacewatch          | —         | MPC                           |
| 361303     | 2006 TB104 | 15 out 2006 | Kitt Peak     | Spacewatch          | —         | MPC                           |
| 361304     | 2006 TV108 | 12 out 2006 | Siding Spring | SSS                 | —         | MPC                           |
| 361305     | 2006 TH121 | 12 out 2006 | Apache Point  | A. C. Becker        | —         | MPC                           |
| 361306     | 2006 TM122 | 4 out 2006  | Mount Lemmon  | Mount Lemmon Survey | —         | MPC                           |
| 361307     | 2006 TW123 | 2 out 2006  | Mount Lemmon  | Mount Lemmon Survey | —         | MPC                           |
| 361308     | 2006 UV    | 16 out 2006 | Altschwendt   | W. Ries             | —         | MPC                           |
| 361309     | 2006 UW4   | 16 out 2006 | Kitt Peak     | Spacewatch          | —         | MPC                           |
| 361310     | 2006 UO5   | 16 out 2006 | Catalina      | CSS                 | —         | MPC                           |
| 361311     | 2006 UT6   | 16 out 2006 | Catalina      | CSS                 | —         | MPC                           |
| 361312     | 2006 UG10  | 17 out 2006 | Kitt Peak     | Spacewatch          | —         | MPC                           |
| 361313     | 2006 UX17  | 16 out 2006 | Catalina      | CSS                 | —         | MPC                           |
| 361314     | 2006 UZ19  | 16 out 2006 | Kitt Peak     | Spacewatch          | —         | MPC                           |
| 361315     | 2006 UJ25  | 16 out 2006 | Kitt Peak     | Spacewatch          | —         | MPC                           |
| 361316     | 2006 UH28  | 16 out 2006 | Kitt Peak     | Spacewatch          | —         | MPC                           |
| 361317     | 2006 UC31  | 16 out 2006 | Kitt Peak     | Spacewatch          | —         | MPC                           |
| 361318     | 2006 UU31  | 27 set 2006 | Mount Lemmon  | Mount Lemmon Survey | —         | MPC                           |
| 361319     | 2006 UG34  | 16 out 2006 | Kitt Peak     | Spacewatch          | —         | MPC                           |
| 361320     | 2006 UL35  | 30 set 2006 | Catalina      | CSS                 | —         | MPC                           |
| 361321     | 2006 UU35  | 16 out 2006 | Kitt Peak     | Spacewatch          | —         | MPC                           |
| 361322     | 2006 UR38  | 16 out 2006 | Kitt Peak     | Spacewatch          | —         | MPC                           |
| 361323     | 2006 UK42  | 16 out 2006 | Kitt Peak     | Spacewatch          | —         | MPC                           |
| 361324     | 2006 UU42  | 16 out 2006 | Kitt Peak     | Spacewatch          | —         | MPC                           |
| 361325     | 2006 UE50  | 17 out 2006 | Kitt Peak     | Spacewatch          | —         | MPC                           |
| 361326     | 2006 UL52  | 17 out 2006 | Mount Lemmon  | Mount Lemmon Survey | —         | MPC                           |
| 361327     | 2006 UX57  | 18 out 2006 | Kitt Peak     | Spacewatch          | —         | MPC                           |
| 361328     | 2006 UK59  | 19 out 2006 | Kitt Peak     | Spacewatch          | —         | MPC                           |
| 361329     | 2006 UU61  | 17 out 2006 | Andrushivka   | Andrushivka Obs.    | —         | MPC                           |
| 361330     | 2006 UJ65  | 16 out 2006 | Kitt Peak     | Spacewatch          | —         | MPC                           |
| 361331     | 2006 UC66  | 17 set 2006 | Kitt Peak     | Spacewatch          | —         | MPC                           |
| 361332     | 2006 UJ72  | 17 out 2006 | Kitt Peak     | Spacewatch          | —         | MPC                           |
| 361333     | 2006 UJ79  | 17 out 2006 | Kitt Peak     | Spacewatch          | —         | MPC                           |
| 361334     | 2006 UZ85  | 17 out 2006 | Kitt Peak     | Spacewatch          | —         | MPC                           |
| 361335     | 2006 UY90  | 17 out 2006 | Kitt Peak     | Spacewatch          | Eos       | MPC                           |
| 361336     | 2006 UK93  | 18 out 2006 | Kitt Peak     | Spacewatch          | —         | MPC                           |
| 361337     | 2006 UG95  | 2 out 2006  | Mount Lemmon  | Mount Lemmon Survey | —         | MPC                           |
| 361338     | 2006 UA96  | 18 out 2006 | Kitt Peak     | Spacewatch          | —         | MPC                           |
| 361339     | 2006 UT100 | 18 out 2006 | Kitt Peak     | Spacewatch          | —         | MPC                           |
| 361340     | 2006 UT112 | 19 out 2006 | Kitt Peak     | Spacewatch          | —         | MPC                           |
| 361341     | 2006 UC124 | 19 out 2006 | Kitt Peak     | Spacewatch          | —         | MPC                           |
| 361342     | 2006 UO127 | 19 out 2006 | Kitt Peak     | Spacewatch          | —         | MPC                           |
| 361343     | 2006 UF133 | 19 out 2006 | Kitt Peak     | Spacewatch          | —         | MPC                           |
| 361344     | 2006 UQ134 | 19 out 2006 | Kitt Peak     | Spacewatch          | —         | MPC                           |
| 361345     | 2006 UA135 | 19 out 2006 | Kitt Peak     | Spacewatch          | —         | MPC                           |
| 361346     | 2006 UK154 | 21 out 2006 | Mount Lemmon  | Mount Lemmon Survey | —         | MPC                           |
| 361347     | 2006 UJ157 | 19 set 2006 | Kitt Peak     | Spacewatch          | —         | MPC                           |
| 361348     | 2006 UW168 | 21 out 2006 | Mount Lemmon  | Mount Lemmon Survey | —         | MPC                           |
| 361349     | 2006 UW184 | 24 out 2006 | Kitami        | K. Endate           | —         | MPC                           |
| 361350     | 2006 UQ187 | 19 out 2006 | Catalina      | CSS                 | —         | MPC                           |
| 361351     | 2006 UY197 | 20 out 2006 | Kitt Peak     | Spacewatch          | —         | MPC                           |
| 361352     | 2006 UH200 | 21 out 2006 | Kitt Peak     | Spacewatch          | —         | MPC                           |
| 361353     | 2006 UB204 | 22 out 2006 | Palomar       | NEAT                | —         | MPC                           |
| 361354     | 2006 UX211 | 23 out 2006 | Kitt Peak     | Spacewatch          | —         | MPC                           |
| 361355     | 2006 UZ211 | 23 out 2006 | Kitt Peak     | Spacewatch          | —         | MPC                           |
| 361356     | 2006 UX217 | 21 out 2006 | Mount Lemmon  | Mount Lemmon Survey | —         | MPC                           |
| 361357     | 2006 UN218 | 30 out 2006 | Nyukasa       | Mount Nyukasa Stn.  | —         | MPC                           |
| 361358     | 2006 US219 | 16 out 2006 | Catalina      | CSS                 | —         | MPC                           |
| 361359     | 2006 UZ223 | 19 out 2006 | Palomar       | NEAT                | —         | MPC                           |
| 361360     | 2006 UX225 | 20 out 2006 | Palomar       | NEAT                | —         | MPC                           |
| 361361     | 2006 UA238 | 23 out 2006 | Kitt Peak     | Spacewatch          | —         | MPC                           |
| 361362     | 2006 UE247 | 20 out 2006 | Kitt Peak     | Spacewatch          | —         | MPC                           |
| 361363     | 2006 UX259 | 28 out 2006 | Mount Lemmon  | Mount Lemmon Survey | —         | MPC                           |
| 361364     | 2006 UJ260 | 28 out 2006 | Mount Lemmon  | Mount Lemmon Survey | —         | MPC                           |
| 361365     | 2006 UR263 | 27 out 2006 | Kitt Peak     | Spacewatch          | —         | MPC                           |
| 361366     | 2006 UD264 | 27 out 2006 | Kitt Peak     | Spacewatch          | —         | MPC                           |
| 361367     | 2006 UC271 | 27 out 2006 | Kitt Peak     | Spacewatch          | —         | MPC                           |
| 361368     | 2006 UF275 | 28 out 2006 | Kitt Peak     | Spacewatch          | —         | MPC                           |
| 361369     | 2006 UB276 | 26 set 2006 | Mount Lemmon  | Mount Lemmon Survey | —         | MPC                           |
| 361370     | 2006 UL281 | 28 out 2006 | Mount Lemmon  | Mount Lemmon Survey | —         | MPC                           |
| 361371     | 2006 UP299 | 19 out 2006 | Kitt Peak     | M. W. Buie          | —         | MPC                           |
| 361372     | 2006 UL318 | 19 out 2006 | Kitt Peak     | M. W. Buie          | —         | MPC                           |
| 361373     | 2006 UY332 | 21 out 2006 | Apache Point  | A. C. Becker        | —         | MPC                           |
| 361374     | 2006 UY338 | 31 out 2006 | Mount Lemmon  | Mount Lemmon Survey | —         | MPC                           |
| 361375     | 2006 VN3   | 9 nov 2006  | Kitt Peak     | Spacewatch          | —         | MPC                           |
| 361376     | 2006 VU20  | 9 nov 2006  | Kitt Peak     | Spacewatch          | —         | MPC                           |
| 361377     | 2006 VN23  | 19 out 2006 | Mount Lemmon  | Mount Lemmon Survey | —         | MPC                           |
| 361378     | 2006 VY26  | 10 nov 2006 | Kitt Peak     | Spacewatch          | —         | MPC                           |
| 361379     | 2006 VK38  | 12 nov 2006 | Mount Lemmon  | Mount Lemmon Survey | —         | MPC                           |
| 361380     | 2006 VF39  | 12 nov 2006 | Mount Lemmon  | Mount Lemmon Survey | —         | MPC                           |
| 361381     | 2006 VA49  | 10 nov 2006 | Kitt Peak     | Spacewatch          | —         | MPC                           |
| 361382     | 2006 VS51  | 10 nov 2006 | Kitt Peak     | Spacewatch          | —         | MPC                           |
| 361383     | 2006 VY53  | 11 nov 2006 | Kitt Peak     | Spacewatch          | —         | MPC                           |
| 361384     | 2006 VL56  | 11 nov 2006 | Kitt Peak     | Spacewatch          | Themis    | MPC                           |
| 361385     | 2006 VT60  | 11 nov 2006 | Kitt Peak     | Spacewatch          | —         | MPC                           |
| 361386     | 2006 VO70  | 11 nov 2006 | Kitt Peak     | Spacewatch          | —         | MPC                           |
| 361387     | 2006 VN72  | 28 out 2006 | Mount Lemmon  | Mount Lemmon Survey | —         | MPC                           |
| 361388     | 2006 VD85  | 13 nov 2006 | Catalina      | CSS                 | —         | MPC                           |
| 361389     | 2006 VX91  | 15 nov 2006 | Mount Lemmon  | Mount Lemmon Survey | —         | MPC                           |
| 361390     | 2006 VY103 | 13 nov 2006 | Kitt Peak     | Spacewatch          | —         | MPC                           |
| 361391     | 2006 VL105 | 13 nov 2006 | Kitt Peak     | Spacewatch          | —         | MPC                           |
| 361392     | 2006 VF119 | 14 nov 2006 | Mount Lemmon  | Mount Lemmon Survey | —         | MPC                           |
| 361393     | 2006 VQ121 | 14 nov 2006 | Mount Lemmon  | Mount Lemmon Survey | —         | MPC                           |
| 361394     | 2006 VX126 | 15 nov 2006 | Kitt Peak     | Spacewatch          | —         | MPC                           |
| 361395     | 2006 VM140 | 15 nov 2006 | Kitt Peak     | Spacewatch          | —         | MPC                           |
| 361396     | 2006 VC142 | 14 nov 2006 | Kitt Peak     | Spacewatch          | —         | MPC                           |
| 361397     | 2006 WL21  | 2 nov 2006  | Mount Lemmon  | Mount Lemmon Survey | —         | MPC                           |
| 361398     | 2006 WM27  | 17 nov 2006 | Catalina      | CSS                 | —         | MPC                           |
| 361399     | 2006 WO31  | 16 nov 2006 | Kitt Peak     | Spacewatch          | —         | MPC                           |
| 361400     | 2006 WZ31  | 16 nov 2006 | Kitt Peak     | Spacewatch          | —         | MPC                           |

## 361401–361500
| Designação         | Designação | Descoberta  | Descoberta    | Descobridor(es)     | Categoria | Mais informações / Referência |
| Permanente         | Provisória | Data        | Local         | Descobridor(es)     | Categoria | Mais informações / Referência |
| ------------------ | ---------- | ----------- | ------------- | ------------------- | --------- | ----------------------------- |
| 361401             | 2006 WL37  | 16 nov 2006 | Kitt Peak     | Spacewatch          | —         | MPC                           |
| 361402             | 2006 WQ37  | 16 nov 2006 | Kitt Peak     | Spacewatch          | —         | MPC                           |
| 361403             | 2006 WK38  | 16 mar 2004 | Kitt Peak     | Spacewatch          | —         | MPC                           |
| 361404             | 2006 WJ66  | 17 nov 2006 | Mount Lemmon  | Mount Lemmon Survey | —         | MPC                           |
| 361405             | 2006 WC69  | 17 nov 2006 | Kitt Peak     | Spacewatch          | —         | MPC                           |
| 361406             | 2006 WZ75  | 18 nov 2006 | Kitt Peak     | Spacewatch          | —         | MPC                           |
| 361407             | 2006 WL86  | 18 nov 2006 | Socorro       | LINEAR              | Phocaea   | MPC                           |
| 361408             | 2006 WC94  | 19 nov 2006 | Kitt Peak     | Spacewatch          | —         | MPC                           |
| 361409             | 2006 WK99  | 19 nov 2006 | Kitt Peak     | Spacewatch          | —         | MPC                           |
| 361410             | 2006 WN104 | 31 out 2006 | Mount Lemmon  | Mount Lemmon Survey | —         | MPC                           |
| 361411             | 2006 WO106 | 19 nov 2006 | Kitt Peak     | Spacewatch          | —         | MPC                           |
| 361412             | 2006 WY123 | 22 nov 2006 | Kitt Peak     | Spacewatch          | —         | MPC                           |
| 361413             | 2006 WQ130 | 17 nov 2006 | Catalina      | CSS                 | —         | MPC                           |
| 361414             | 2006 WD141 | 20 nov 2006 | Kitt Peak     | Spacewatch          | —         | MPC                           |
| 361415             | 2006 WN152 | 21 nov 2006 | Mount Lemmon  | Mount Lemmon Survey | —         | MPC                           |
| 361416             | 2006 WE161 | 23 nov 2006 | Kitt Peak     | Spacewatch          | —         | MPC                           |
| 361417             | 2006 WQ163 | 23 nov 2006 | Kitt Peak     | Spacewatch          | Phocaea   | MPC                           |
| 361418             | 2006 WB165 | 23 nov 2006 | Kitt Peak     | Spacewatch          | —         | MPC                           |
| 361419             | 2006 WR175 | 23 nov 2006 | Mount Lemmon  | Mount Lemmon Survey | —         | MPC                           |
| 361420             | 2006 WE181 | 24 nov 2006 | Mount Lemmon  | Mount Lemmon Survey | Maria     | MPC                           |
| 361421             | 2006 WL183 | 17 nov 2006 | Kitt Peak     | Spacewatch          | —         | MPC                           |
| 361422             | 2006 XS3   | 12 dez 2006 | Palomar       | NEAT                | —         | MPC                           |
| 361423             | 2006 XC7   | 9 dez 2006  | Kitt Peak     | Spacewatch          | —         | MPC                           |
| 361424             | 2006 XJ8   | 9 dez 2006  | Kitt Peak     | Spacewatch          | —         | MPC                           |
| 361425             | 2006 XU18  | 11 dez 2006 | Socorro       | LINEAR              | —         | MPC                           |
| 361426             | 2006 XZ27  | 13 dez 2006 | Mount Lemmon  | Mount Lemmon Survey | Themis    | MPC                           |
| 361427             | 2006 XK28  | 13 dez 2006 | Mount Lemmon  | Mount Lemmon Survey | —         | MPC                           |
| 361428             | 2006 XD56  | 13 dez 2006 | Mount Lemmon  | Mount Lemmon Survey | —         | MPC                           |
| 361429             | 2006 YQ2   | 21 dez 2006 | Mount Lemmon  | Mount Lemmon Survey | —         | MPC                           |
| 361430             | 2006 YU16  | 21 dez 2006 | Mount Lemmon  | Mount Lemmon Survey | —         | MPC                           |
| 361431             | 2006 YP18  | 23 dez 2006 | Catalina      | CSS                 | —         | MPC                           |
| 361432             | 2006 YE25  | 21 dez 2006 | Kitt Peak     | Spacewatch          | —         | MPC                           |
| 361433             | 2006 YO53  | 24 dez 2006 | Kitt Peak     | Spacewatch          | —         | MPC                           |
| 361434             | 2007 AS8   | 10 jan 2007 | Nyukasa       | Mount Nyukasa Stn.  | —         | MPC                           |
| 361435             | 2007 AY8   | 10 jan 2007 | Kitt Peak     | Spacewatch          | —         | MPC                           |
| 361436             | 2007 AT17  | 15 jan 2007 | Anderson Mesa | LONEOS              | —         | MPC                           |
| 361437             | 2007 AQ20  | 10 jan 2007 | Kitt Peak     | Spacewatch          | —         | MPC                           |
| 361438             | 2007 AJ21  | 10 jan 2007 | Mount Lemmon  | Mount Lemmon Survey | Ursula    | MPC                           |
| 361439             | 2007 BP2   | 17 jan 2007 | Kitt Peak     | Spacewatch          | —         | MPC                           |
| 361440             | 2007 BN13  | 17 jan 2007 | Kitt Peak     | Spacewatch          | —         | MPC                           |
| 361441             | 2007 BA14  | 17 jan 2007 | Kitt Peak     | Spacewatch          | —         | MPC                           |
| 361442             | 2007 BX15  | 17 jan 2007 | Kitt Peak     | Spacewatch          | —         | MPC                           |
| 361443             | 2007 BL24  | 24 jan 2007 | Mount Lemmon  | Mount Lemmon Survey | —         | MPC                           |
| 361444             | 2007 BG30  | 24 jan 2007 | Catalina      | CSS                 | Brangane  | MPC                           |
| 361445             | 2007 BA40  | 24 jan 2007 | Mount Lemmon  | Mount Lemmon Survey | —         | MPC                           |
| 361446             | 2007 BC48  | 17 jan 2007 | Kitt Peak     | Spacewatch          | —         | MPC                           |
| 361447             | 2007 BD66  | 27 jan 2007 | Mount Lemmon  | Mount Lemmon Survey | —         | MPC                           |
| 361448             | 2007 BB71  | 28 jan 2007 | Mount Lemmon  | Mount Lemmon Survey | Brangane  | MPC                           |
| 361449             | 2007 BD71  | 28 jan 2007 | Mount Lemmon  | Mount Lemmon Survey | Ursula    | MPC                           |
| 361450 Houellebecq | 2007 BM73  | 21 jan 2007 | Nogales       | J.-C. Merlin        | —         | MPC                           |
| 361451             | 2007 BD79  | 27 jan 2007 | Kitt Peak     | Spacewatch          | —         | MPC                           |
| 361452             | 2007 BF102 | 28 jan 2007 | Catalina      | CSS                 | —         | MPC                           |
| 361453             | 2007 CE5   | 27 dez 2006 | Mount Lemmon  | Mount Lemmon Survey | —         | MPC                           |
| 361454             | 2007 CF5   | 6 fev 2007  | Kitt Peak     | Spacewatch          | —         | MPC                           |
| 361455             | 2007 CQ18  | 8 fev 2007  | Mount Lemmon  | Mount Lemmon Survey | —         | MPC                           |
| 361456             | 2007 CN19  | 6 fev 2007  | Mount Lemmon  | Mount Lemmon Survey | Eos       | MPC                           |
| 361457             | 2007 CG27  | 5 fev 2007  | Palomar       | NEAT                | —         | MPC                           |
| 361458             | 2007 CY27  | 6 fev 2007  | Kitt Peak     | Spacewatch          | —         | MPC                           |
| 361459             | 2007 CO33  | 6 fev 2007  | Mount Lemmon  | Mount Lemmon Survey | Brangane  | MPC                           |
| 361460             | 2007 CP33  | 6 fev 2007  | Mount Lemmon  | Mount Lemmon Survey | —         | MPC                           |
| 361461             | 2007 CK44  | 22 nov 2006 | Mount Lemmon  | Mount Lemmon Survey | —         | MPC                           |
| 361462             | 2007 CQ47  | 10 fev 2007 | Catalina      | CSS                 | —         | MPC                           |
| 361463             | 2007 CC60  | 10 fev 2007 | Catalina      | CSS                 | —         | MPC                           |
| 361464             | 2007 CC63  | 15 fev 2007 | Palomar       | NEAT                | —         | MPC                           |
| 361465             | 2007 CZ71  | 14 fev 2007 | Mauna Kea     | Mauna Kea Obs.      | —         | MPC                           |
| 361466             | 2007 DV14  | 17 fev 2007 | Kitt Peak     | Spacewatch          | Brangane  | MPC                           |
| 361467             | 2007 DJ26  | 17 fev 2007 | Kitt Peak     | Spacewatch          | Ursula    | MPC                           |
| 361468             | 2007 DO28  | 17 fev 2007 | Kitt Peak     | Spacewatch          | —         | MPC                           |
| 361469             | 2007 DD29  | 17 fev 2007 | Kitt Peak     | Spacewatch          | —         | MPC                           |
| 361470             | 2007 DF31  | 21 nov 2006 | Mount Lemmon  | Mount Lemmon Survey | —         | MPC                           |
| 361471             | 2007 DK39  | 17 fev 2007 | Kitt Peak     | Spacewatch          | —         | MPC                           |
| 361472             | 2007 DM43  | 1 nov 2006  | Mount Lemmon  | Mount Lemmon Survey | —         | MPC                           |
| 361473             | 2007 DD44  | 17 fev 2007 | Mount Lemmon  | Mount Lemmon Survey | —         | MPC                           |
| 361474             | 2007 DZ48  | 21 fev 2007 | Mount Lemmon  | Mount Lemmon Survey | —         | MPC                           |
| 361475             | 2007 DW49  | 21 abr 2002 | Palomar       | NEAT                | —         | MPC                           |
| 361476             | 2007 DR52  | 19 fev 2007 | Mount Lemmon  | Mount Lemmon Survey | Brangane  | MPC                           |
| 361477             | 2007 DB55  | 21 fev 2007 | Socorro       | LINEAR              | —         | MPC                           |
| 361478             | 2007 DF70  | 21 fev 2007 | Kitt Peak     | Spacewatch          | —         | MPC                           |
| 361479             | 2007 DO79  | 28 jan 2007 | Catalina      | CSS                 | —         | MPC                           |
| 361480             | 2007 DY82  | 23 fev 2007 | Mount Lemmon  | Mount Lemmon Survey | —         | MPC                           |
| 361481             | 2007 DW85  | 21 fev 2007 | Mount Lemmon  | Mount Lemmon Survey | Ursula    | MPC                           |
| 361482             | 2007 DP86  | 23 fev 2007 | Mount Lemmon  | Mount Lemmon Survey | —         | MPC                           |
| 361483             | 2007 DG87  | 23 fev 2007 | Kitt Peak     | Spacewatch          | —         | MPC                           |
| 361484             | 2007 DR92  | 23 fev 2007 | Kitt Peak     | Spacewatch          | —         | MPC                           |
| 361485             | 2007 DH98  | 25 fev 2007 | Mount Lemmon  | Mount Lemmon Survey | —         | MPC                           |
| 361486             | 2007 DO99  | 25 fev 2007 | Mount Lemmon  | Mount Lemmon Survey | —         | MPC                           |
| 361487             | 2007 DG103 | 21 fev 2007 | Kitt Peak     | M. W. Buie          | —         | MPC                           |
| 361488             | 2007 DH110 | 17 fev 2007 | Mount Lemmon  | Mount Lemmon Survey | —         | MPC                           |
| 361489             | 2007 DK112 | 25 fev 2007 | Mount Lemmon  | Mount Lemmon Survey | —         | MPC                           |
| 361490             | 2007 DT116 | 17 fev 2007 | Catalina      | CSS                 | —         | MPC                           |
| 361491             | 2007 DP117 | 27 fev 2007 | Kitt Peak     | Spacewatch          | —         | MPC                           |
| 361492             | 2007 EA12  | 26 fev 2007 | Mount Lemmon  | Mount Lemmon Survey | —         | MPC                           |
| 361493             | 2007 ET12  | 9 mar 2007  | Catalina      | CSS                 | —         | MPC                           |
| 361494             | 2007 EU18  | 14 ago 2004 | Cerro Tololo  | L. H. Wasserman     | —         | MPC                           |
| 361495             | 2007 EN28  | 9 mar 2007  | Palomar       | NEAT                | —         | MPC                           |
| 361496             | 2007 EH31  | 10 mar 2007 | Kitt Peak     | Spacewatch          | —         | MPC                           |
| 361497             | 2007 EM31  | 10 mar 2007 | Kitt Peak     | Spacewatch          | —         | MPC                           |
| 361498             | 2007 EZ37  | 11 mar 2007 | Mount Lemmon  | Mount Lemmon Survey | —         | MPC                           |
| 361499             | 2007 EH60  | 10 mar 2007 | Palomar       | NEAT                | —         | MPC                           |
| 361500             | 2007 ER75  | 10 mar 2007 | Kitt Peak     | Spacewatch          | —         | MPC                           |

## 361501–361600
| Designação             | Designação | Descoberta  | Descoberta      | Descobridor(es)     | Categoria | Mais informações / Referência |
| Permanente             | Provisória | Data        | Local           | Descobridor(es)     | Categoria | Mais informações / Referência |
| ---------------------- | ---------- | ----------- | --------------- | ------------------- | --------- | ----------------------------- |
| 361501                 | 2007 EF78  | 10 mar 2007 | Mount Lemmon    | Mount Lemmon Survey | —         | MPC                           |
| 361502                 | 2007 ES91  | 25 out 2005 | Kitt Peak       | Spacewatch          | —         | MPC                           |
| 361503                 | 2007 EO104 | 11 mar 2007 | Mount Lemmon    | Mount Lemmon Survey | —         | MPC                           |
| 361504                 | 2007 EK110 | 11 mar 2007 | Kitt Peak       | Spacewatch          | —         | MPC                           |
| 361505                 | 2007 EO114 | 13 mar 2007 | Catalina        | CSS                 | —         | MPC                           |
| 361506                 | 2007 EK126 | 9 mar 2007  | Kitt Peak       | Spacewatch          | —         | MPC                           |
| 361507                 | 2007 EB136 | 10 mar 2007 | Mount Lemmon    | Mount Lemmon Survey | —         | MPC                           |
| 361508                 | 2007 EX136 | 10 mar 2007 | Catalina        | CSS                 | —         | MPC                           |
| 361509                 | 2007 EP145 | 26 fev 2007 | Mount Lemmon    | Mount Lemmon Survey | —         | MPC                           |
| 361510                 | 2007 ET157 | 24 dez 2006 | Mount Lemmon    | Mount Lemmon Survey | —         | MPC                           |
| 361511                 | 2007 EZ181 | 14 mar 2007 | Kitt Peak       | Spacewatch          | —         | MPC                           |
| 361512                 | 2007 EE200 | 11 mar 2007 | Kitt Peak       | Spacewatch          | —         | MPC                           |
| 361513                 | 2007 ER202 | 9 mar 2007  | Catalina        | CSS                 | —         | MPC                           |
| 361514                 | 2007 EA212 | 28 nov 2006 | Kitt Peak       | Spacewatch          | —         | MPC                           |
| 361515                 | 2007 EJ216 | 13 mar 2007 | Catalina        | CSS                 | —         | MPC                           |
| 361516                 | 2007 EO220 | 15 mar 2007 | Kitt Peak       | Spacewatch          | —         | MPC                           |
| 361517                 | 2007 EZ220 | 13 mar 2007 | Kitt Peak       | Spacewatch          | —         | MPC                           |
| 361518                 | 2007 FD    | 16 mar 2007 | Kitt Peak       | Spacewatch          | —         | MPC                           |
| 361519                 | 2007 FO1   | 17 jan 2007 | Palomar         | NEAT                | —         | MPC                           |
| 361520                 | 2007 FE12  | 17 mar 2007 | Anderson Mesa   | LONEOS              | —         | MPC                           |
| 361521                 | 2007 FG20  | 25 mar 2007 | Pla D'Arguines  | R. Ferrando         | —         | MPC                           |
| 361522                 | 2007 FR24  | 20 mar 2007 | Mount Lemmon    | Mount Lemmon Survey | —         | MPC                           |
| 361523                 | 2007 FN34  | 25 mar 2007 | Altschwendt     | W. Ries             | —         | MPC                           |
| 361524                 | 2007 FN35  | 24 mar 2007 | Moletai         | Molėtai Obs.        | —         | MPC                           |
| 361525                 | 2007 FO42  | 17 mar 2007 | Catalina        | CSS                 | —         | MPC                           |
| 361526                 | 2007 FG46  | 26 mar 2007 | Kitt Peak       | Spacewatch          | —         | MPC                           |
| 361527                 | 2007 GL30  | 14 abr 2007 | Mount Lemmon    | Mount Lemmon Survey | —         | MPC                           |
| 361528                 | 2007 GK35  | 14 abr 2007 | Kitt Peak       | Spacewatch          | —         | MPC                           |
| 361529                 | 2007 GT51  | 15 abr 2007 | Kitt Peak       | Spacewatch          | —         | MPC                           |
| 361530 Victorfranzhess | 2007 HN16  | 22 abr 2007 | Gaisberg        | R. Gierlinger       | —         | MPC                           |
| 361531                 | 2007 HQ16  | 17 fev 2007 | Mount Lemmon    | Mount Lemmon Survey | —         | MPC                           |
| 361532                 | 2007 HF44  | 22 abr 2007 | Mount Lemmon    | Mount Lemmon Survey | —         | MPC                           |
| 361533                 | 2007 HM68  | 15 abr 2007 | Catalina        | CSS                 | Brangane  | MPC                           |
| 361534                 | 2007 HD88  | 19 abr 2007 | Mount Lemmon    | Mount Lemmon Survey | —         | MPC                           |
| 361535                 | 2007 HY94  | 16 abr 2007 | Catalina        | CSS                 | —         | MPC                           |
| 361536                 | 2007 JE7   | 9 mai 2007  | Mount Lemmon    | Mount Lemmon Survey | —         | MPC                           |
| 361537                 | 2007 JH16  | 11 mai 2007 | Catalina        | CSS                 | —         | MPC                           |
| 361538                 | 2007 JZ20  | 11 mai 2007 | Socorro         | LINEAR              | —         | MPC                           |
| 361539                 | 2007 KN3   | 23 mai 2007 | Mount Lemmon    | Mount Lemmon Survey | —         | MPC                           |
| 361540                 | 2007 PP7   | 9 ago 2007  | Bisei SG Center | BATTeRS             | —         | MPC                           |
| 361541                 | 2007 PF9   | 24 set 2000 | Socorro         | LINEAR              | —         | MPC                           |
| 361542                 | 2007 PL24  | 12 ago 2007 | Socorro         | LINEAR              | —         | MPC                           |
| 361543                 | 2007 PQ24  | 12 ago 2007 | Socorro         | LINEAR              | —         | MPC                           |
| 361544                 | 2007 PA27  | 7 ago 2007  | Palomar         | Palomar Obs.        | —         | MPC                           |
| 361545                 | 2007 PS27  | 8 ago 2007  | Siding Spring   | SSS                 | —         | MPC                           |
| 361546                 | 2007 PP35  | 10 ago 2007 | Kitt Peak       | Spacewatch          | —         | MPC                           |
| 361547                 | 2007 PM37  | 13 ago 2007 | Socorro         | LINEAR              | —         | MPC                           |
| 361548                 | 2007 PS42  | 15 ago 2007 | Socorro         | LINEAR              | —         | MPC                           |
| 361549                 | 2007 PL50  | 8 ago 2007  | Socorro         | LINEAR              | —         | MPC                           |
| 361550                 | 2007 QF6   | 21 ago 2007 | Anderson Mesa   | LONEOS              | —         | MPC                           |
| 361551                 | 2007 QN7   | 21 ago 2007 | Anderson Mesa   | LONEOS              | —         | MPC                           |
| 361552                 | 2007 QJ8   | 21 ago 2007 | Anderson Mesa   | LONEOS              | —         | MPC                           |
| 361553                 | 2007 QM10  | 23 ago 2007 | Kitt Peak       | Spacewatch          | —         | MPC                           |
| 361554                 | 2007 QT13  | 21 ago 2007 | Anderson Mesa   | LONEOS              | —         | MPC                           |
| 361555                 | 2007 QP16  | 21 ago 2007 | Anderson Mesa   | LONEOS              | —         | MPC                           |
| 361556                 | 2007 RJ    | 1 set 2007  | Dauban          | Chante-Perdrix Obs. | —         | MPC                           |
| 361557                 | 2007 RS2   | 2 set 2007  | Mount Lemmon    | Mount Lemmon Survey | —         | MPC                           |
| 361558                 | 2007 RM4   | 3 set 2007  | Catalina        | CSS                 | —         | MPC                           |
| 361559                 | 2007 RD10  | 2 set 2007  | Mount Lemmon    | Mount Lemmon Survey | —         | MPC                           |
| 361560                 | 2007 RX14  | 11 set 2007 | Dauban          | Chante-Perdrix Obs. | —         | MPC                           |
| 361561                 | 2007 RH37  | 8 set 2007  | Anderson Mesa   | LONEOS              | —         | MPC                           |
| 361562                 | 2007 RN41  | 9 set 2007  | Anderson Mesa   | LONEOS              | —         | MPC                           |
| 361563                 | 2007 RZ50  | 9 set 2007  | Kitt Peak       | Spacewatch          | —         | MPC                           |
| 361564                 | 2007 RP53  | 9 set 2007  | Kitt Peak       | Spacewatch          | —         | MPC                           |
| 361565                 | 2007 RB55  | 9 set 2007  | Kitt Peak       | Spacewatch          | —         | MPC                           |
| 361566                 | 2007 RH84  | 10 set 2007 | Kitt Peak       | Spacewatch          | —         | MPC                           |
| 361567                 | 2007 RF92  | 10 set 2007 | Mount Lemmon    | Mount Lemmon Survey | —         | MPC                           |
| 361568                 | 2007 RL93  | 10 set 2007 | Kitt Peak       | Spacewatch          | —         | MPC                           |
| 361569                 | 2007 RJ97  | 2 fev 2000  | Socorro         | LINEAR              | —         | MPC                           |
| 361570                 | 2007 RM98  | 10 set 2007 | Kitt Peak       | Spacewatch          | —         | MPC                           |
| 361571                 | 2007 RP98  | 10 set 2007 | Kitt Peak       | Spacewatch          | —         | MPC                           |
| 361572                 | 2007 RG128 | 12 set 2007 | Mount Lemmon    | Mount Lemmon Survey | Mitidika  | MPC                           |
| 361573                 | 2007 RB137 | 14 set 2007 | Mount Lemmon    | Mount Lemmon Survey | —         | MPC                           |
| 361574                 | 2007 RO142 | 13 set 2007 | Socorro         | LINEAR              | —         | MPC                           |
| 361575                 | 2007 RO143 | 14 set 2007 | Socorro         | LINEAR              | —         | MPC                           |
| 361576                 | 2007 RQ148 | 12 set 2007 | Catalina        | CSS                 | —         | MPC                           |
| 361577                 | 2007 RF166 | 24 ago 2007 | Kitt Peak       | Spacewatch          | —         | MPC                           |
| 361578                 | 2007 RS174 | 2 abr 2006  | Kitt Peak       | Spacewatch          | —         | MPC                           |
| 361579                 | 2007 RY174 | 10 set 2007 | Kitt Peak       | Spacewatch          | —         | MPC                           |
| 361580                 | 2007 RW184 | 13 set 2007 | Catalina        | CSS                 | —         | MPC                           |
| 361581                 | 2007 RE208 | 10 set 2007 | Kitt Peak       | Spacewatch          | —         | MPC                           |
| 361582                 | 2007 RS208 | 10 set 2007 | Kitt Peak       | Spacewatch          | Mitidika  | MPC                           |
| 361583                 | 2007 RF228 | 10 set 2007 | Mount Lemmon    | Mount Lemmon Survey | —         | MPC                           |
| 361584                 | 2007 RA233 | 12 set 2007 | Catalina        | CSS                 | —         | MPC                           |
| 361585                 | 2007 RT238 | 14 set 2007 | Catalina        | CSS                 | —         | MPC                           |
| 361586                 | 2007 RB240 | 14 set 2007 | Catalina        | CSS                 | —         | MPC                           |
| 361587                 | 2007 RS240 | 10 set 2007 | Catalina        | CSS                 | —         | MPC                           |
| 361588                 | 2007 RU242 | 15 set 2007 | Socorro         | LINEAR              | —         | MPC                           |
| 361589                 | 2007 RB244 | 15 set 2007 | Socorro         | LINEAR              | —         | MPC                           |
| 361590                 | 2007 RJ245 | 11 set 2007 | Kitt Peak       | Spacewatch          | —         | MPC                           |
| 361591                 | 2007 RX247 | 13 set 2007 | Catalina        | CSS                 | —         | MPC                           |
| 361592                 | 2007 RO260 | 14 set 2007 | Mount Lemmon    | Mount Lemmon Survey | —         | MPC                           |
| 361593                 | 2007 RE277 | 5 set 2007  | Catalina        | CSS                 | —         | MPC                           |
| 361594                 | 2007 RM288 | 12 set 2007 | Mount Lemmon    | Mount Lemmon Survey | —         | MPC                           |
| 361595                 | 2007 RR289 | 12 set 2007 | Mount Lemmon    | Mount Lemmon Survey | —         | MPC                           |
| 361596                 | 2007 RY290 | 10 set 2007 | Mount Lemmon    | Mount Lemmon Survey | —         | MPC                           |
| 361597                 | 2007 RH293 | 13 set 2007 | Mount Lemmon    | Mount Lemmon Survey | —         | MPC                           |
| 361598                 | 2007 RH295 | 14 set 2007 | Mount Lemmon    | Mount Lemmon Survey | —         | MPC                           |
| 361599                 | 2007 RQ311 | 2 set 2007  | Catalina        | CSS                 | —         | MPC                           |
| 361600                 | 2007 RU316 | 9 set 2007  | Kitt Peak       | Spacewatch          | —         | MPC                           |

## 361601–361700
| Designação            | Designação | Descoberta  | Descoberta          | Descobridor(es)     | Categoria | Mais informações / Referência |
| Permanente            | Provisória | Data        | Local               | Descobridor(es)     | Categoria | Mais informações / Referência |
| --------------------- | ---------- | ----------- | ------------------- | ------------------- | --------- | ----------------------------- |
| 361601                | 2007 RY323 | 12 set 2007 | Mount Lemmon        | Mount Lemmon Survey | Mitidika  | MPC                           |
| 361602                | 2007 RX324 | 13 set 2007 | Kitt Peak           | Spacewatch          | —         | MPC                           |
| 361603                | 2007 RJ325 | 14 set 2007 | Mount Lemmon        | Mount Lemmon Survey | —         | MPC                           |
| 361604                | 2007 SK4   | 20 set 2007 | Catalina            | CSS                 | —         | MPC                           |
| 361605                | 2007 SU17  | 30 set 2007 | Kitt Peak           | Spacewatch          | —         | MPC                           |
| 361606                | 2007 SS23  | 26 set 2007 | Mount Lemmon        | Mount Lemmon Survey | —         | MPC                           |
| 361607                | 2007 SY23  | 24 set 2007 | Socorro             | LINEAR              | —         | MPC                           |
| 361608                | 2007 TK3   | 3 out 2007  | Calvin-Rehoboth     | L. A. Molnar        | —         | MPC                           |
| 361609                | 2007 TS7   | 7 out 2007  | Dauban              | Chante-Perdrix Obs. | —         | MPC                           |
| 361610                | 2007 TH18  | 20 set 2007 | Kitt Peak           | Spacewatch          | —         | MPC                           |
| 361611                | 2007 TY18  | 9 out 2007  | Kitt Peak           | Spacewatch          | —         | MPC                           |
| 361612                | 2007 TO30  | 4 out 2007  | Kitt Peak           | Spacewatch          | Mitidika  | MPC                           |
| 361613                | 2007 TZ44  | 13 set 2007 | Mount Lemmon        | Mount Lemmon Survey | —         | MPC                           |
| 361614                | 2007 TO47  | 4 out 2007  | Kitt Peak           | Spacewatch          | —         | MPC                           |
| 361615                | 2007 TT55  | 4 out 2007  | Kitt Peak           | Spacewatch          | —         | MPC                           |
| 361616                | 2007 TS64  | 7 out 2007  | Mount Lemmon        | Mount Lemmon Survey | Mitidika  | MPC                           |
| 361617                | 2007 TD75  | 3 out 2007  | Purple Mountain     | PMO NEO             | —         | MPC                           |
| 361618                | 2007 TG76  | 5 out 2007  | Kitt Peak           | Spacewatch          | —         | MPC                           |
| 361619                | 2007 TJ80  | 7 out 2007  | Catalina            | CSS                 | —         | MPC                           |
| 361620                | 2007 TK82  | 8 out 2007  | Mount Lemmon        | Mount Lemmon Survey | —         | MPC                           |
| 361621                | 2007 TZ86  | 8 out 2007  | Mount Lemmon        | Mount Lemmon Survey | —         | MPC                           |
| 361622                | 2007 TB92  | 4 out 2007  | Purple Mountain     | PMO NEO             | —         | MPC                           |
| 361623                | 2007 TD114 | 8 out 2007  | Catalina            | CSS                 | —         | MPC                           |
| 361624                | 2007 TN114 | 8 out 2007  | Catalina            | CSS                 | —         | MPC                           |
| 361625                | 2007 TP142 | 13 out 2007 | Dauban              | Chante-Perdrix Obs. | —         | MPC                           |
| 361626                | 2007 TP145 | 6 out 2007  | Socorro             | LINEAR              | —         | MPC                           |
| 361627                | 2007 TG148 | 7 out 2007  | Socorro             | LINEAR              | —         | MPC                           |
| 361628                | 2007 TO157 | 9 out 2007  | Socorro             | LINEAR              | —         | MPC                           |
| 361629                | 2007 TD164 | 11 out 2007 | Socorro             | LINEAR              | —         | MPC                           |
| 361630                | 2007 TF175 | 4 out 2007  | Kitt Peak           | Spacewatch          | —         | MPC                           |
| 361631                | 2007 TL176 | 5 out 2007  | Kitt Peak           | Spacewatch          | —         | MPC                           |
| 361632                | 2007 TE181 | 8 out 2007  | Anderson Mesa       | LONEOS              | —         | MPC                           |
| 361633                | 2007 TP182 | 8 out 2007  | Anderson Mesa       | LONEOS              | —         | MPC                           |
| 361634                | 2007 TY185 | 13 out 2007 | Socorro             | LINEAR              | —         | MPC                           |
| 361635                | 2007 TF200 | 8 out 2007  | Kitt Peak           | Spacewatch          | —         | MPC                           |
| 361636                | 2007 TP212 | 7 out 2007  | Kitt Peak           | Spacewatch          | —         | MPC                           |
| 361637                | 2007 TP217 | 7 out 2007  | Kitt Peak           | Spacewatch          | —         | MPC                           |
| 361638                | 2007 TX218 | 10 set 2007 | Mount Lemmon        | Mount Lemmon Survey | —         | MPC                           |
| 361639                | 2007 TO243 | 8 out 2007  | Catalina            | CSS                 | —         | MPC                           |
| 361640                | 2007 TH244 | 8 out 2007  | Catalina            | CSS                 | —         | MPC                           |
| 361641                | 2007 TR251 | 11 out 2007 | Mount Lemmon        | Mount Lemmon Survey | —         | MPC                           |
| 361642                | 2007 TE256 | 10 out 2007 | Kitt Peak           | Spacewatch          | —         | MPC                           |
| 361643                | 2007 TB260 | 10 out 2007 | Mount Lemmon        | Mount Lemmon Survey | —         | MPC                           |
| 361644                | 2007 TH299 | 12 out 2007 | Kitt Peak           | Spacewatch          | —         | MPC                           |
| 361645                | 2007 TE301 | 12 out 2007 | Kitt Peak           | Spacewatch          | —         | MPC                           |
| 361646                | 2007 TU303 | 12 out 2007 | Anderson Mesa       | LONEOS              | —         | MPC                           |
| 361647                | 2007 TJ316 | 12 out 2007 | Kitt Peak           | Spacewatch          | —         | MPC                           |
| 361648                | 2007 TZ317 | 12 out 2007 | Kitt Peak           | Spacewatch          | —         | MPC                           |
| 361649                | 2007 TO318 | 14 set 2007 | Mount Lemmon        | Mount Lemmon Survey | —         | MPC                           |
| 361650                | 2007 TR320 | 13 out 2007 | Catalina            | CSS                 | —         | MPC                           |
| 361651                | 2007 TO326 | 11 out 2007 | Kitt Peak           | Spacewatch          | —         | MPC                           |
| 361652                | 2007 TS328 | 11 out 2007 | Kitt Peak           | Spacewatch          | —         | MPC                           |
| 361653                | 2007 TX330 | 11 out 2007 | Kitt Peak           | Spacewatch          | —         | MPC                           |
| 361654                | 2007 TK338 | 13 out 2007 | Lulin Observatory   | LUSS                | —         | MPC                           |
| 361655                | 2007 TL338 | 13 out 2007 | Lulin               | LUSS                | —         | MPC                           |
| 361656                | 2007 TG353 | 8 out 2007  | Mount Lemmon        | Mount Lemmon Survey | —         | MPC                           |
| 361657                | 2007 TP356 | 12 out 2007 | Catalina            | CSS                 | —         | MPC                           |
| 361658                | 2007 TE357 | 12 out 2007 | Kitt Peak           | Spacewatch          | —         | MPC                           |
| 361659                | 2007 TS380 | 14 out 2007 | Kitt Peak           | Spacewatch          | —         | MPC                           |
| 361660                | 2007 TB383 | 15 set 2007 | Mount Lemmon        | Mount Lemmon Survey | —         | MPC                           |
| 361661                | 2007 TH386 | 15 out 2007 | Catalina            | CSS                 | —         | MPC                           |
| 361662                | 2007 TB391 | 14 out 2007 | Catalina            | CSS                 | —         | MPC                           |
| 361663                | 2007 TS407 | 15 out 2007 | Kitt Peak           | Spacewatch          | —         | MPC                           |
| 361664                | 2007 TS409 | 15 out 2007 | Mount Lemmon        | Mount Lemmon Survey | —         | MPC                           |
| 361665                | 2007 TH410 | 13 out 2007 | Catalina            | CSS                 | —         | MPC                           |
| 361666                | 2007 TF419 | 10 out 2007 | Kitt Peak           | Spacewatch          | —         | MPC                           |
| 361667                | 2007 TX422 | 12 out 2007 | Kitt Peak           | Spacewatch          | —         | MPC                           |
| 361668                | 2007 TQ424 | 8 out 2007  | Kitt Peak           | Spacewatch          | —         | MPC                           |
| 361669                | 2007 TN430 | 12 out 2007 | Mount Lemmon        | Mount Lemmon Survey | —         | MPC                           |
| 361670                | 2007 TR450 | 12 out 2007 | Mount Lemmon        | Mount Lemmon Survey | —         | MPC                           |
| 361671                | 2007 TU450 | 13 out 2007 | Socorro             | LINEAR              | —         | MPC                           |
| 361672                | 2007 TW451 | 11 out 2007 | Socorro             | LINEAR              | —         | MPC                           |
| 361673                | 2007 UU1   | 17 out 2007 | Junk Bond           | D. Healy            | —         | MPC                           |
| 361674                | 2007 UB5   | 16 out 2007 | Andrushivka         | Andrushivka Obs.    | —         | MPC                           |
| 361675                | 2007 UA6   | 21 out 2007 | La Sagra            | Mallorca Obs.       | —         | MPC                           |
| 361676                | 2007 UH31  | 19 out 2007 | Catalina            | CSS                 | —         | MPC                           |
| 361677                | 2007 UJ31  | 19 out 2007 | Catalina            | CSS                 | —         | MPC                           |
| 361678                | 2007 UP33  | 9 out 2007  | Catalina            | CSS                 | —         | MPC                           |
| 361679                | 2007 UC38  | 19 out 2007 | Kitt Peak           | Spacewatch          | —         | MPC                           |
| 361680                | 2007 UG38  | 19 out 2007 | Kitt Peak           | Spacewatch          | —         | MPC                           |
| 361681                | 2007 UO46  | 20 out 2007 | Catalina            | CSS                 | —         | MPC                           |
| 361682                | 2007 UY50  | 24 out 2007 | Mount Lemmon        | Mount Lemmon Survey | —         | MPC                           |
| 361683                | 2007 UO91  | 30 out 2007 | Mount Lemmon        | Mount Lemmon Survey | —         | MPC                           |
| 361684                | 2007 UJ114 | 7 out 2007  | Kitt Peak           | Spacewatch          | —         | MPC                           |
| 361685                | 2007 UL114 | 31 out 2007 | Kitt Peak           | Spacewatch          | —         | MPC                           |
| 361686                | 2007 UP114 | 31 out 2007 | Kitt Peak           | Spacewatch          | —         | MPC                           |
| 361687                | 2007 UX128 | 24 out 2007 | Mount Lemmon        | Mount Lemmon Survey | —         | MPC                           |
| 361688                | 2007 UN129 | 24 out 2007 | Mount Lemmon        | Mount Lemmon Survey | —         | MPC                           |
| 361689                | 2007 VY7   | 4 nov 2007  | Catalina            | CSS                 | —         | MPC                           |
| 361690 Laurelanmaurer | 2007 VN8   | 5 nov 2007  | Wiggins Observatory | P. Wiggins          | —         | MPC                           |
| 361691                | 2007 VZ45  | 1 nov 2007  | Kitt Peak           | Spacewatch          | —         | MPC                           |
| 361692                | 2007 VU51  | 1 nov 2007  | Kitt Peak           | Spacewatch          | —         | MPC                           |
| 361693                | 2007 VO101 | 2 nov 2007  | Kitt Peak           | Spacewatch          | —         | MPC                           |
| 361694                | 2007 VL102 | 2 nov 2007  | Kitt Peak           | Spacewatch          | —         | MPC                           |
| 361695                | 2007 VE108 | 3 nov 2007  | Kitt Peak           | Spacewatch          | Mitidika  | MPC                           |
| 361696                | 2007 VM125 | 5 nov 2007  | Purple Mountain     | PMO NEO             | —         | MPC                           |
| 361697                | 2007 VS153 | 4 nov 2007  | Kitt Peak           | Spacewatch          | —         | MPC                           |
| 361698                | 2007 VT155 | 5 nov 2007  | Kitt Peak           | Spacewatch          | —         | MPC                           |
| 361699                | 2007 VD162 | 5 nov 2007  | Kitt Peak           | Spacewatch          | —         | MPC                           |
| 361700                | 2007 VA165 | 5 nov 2007  | Kitt Peak           | Spacewatch          | —         | MPC                           |

## 361701–361800
| Designação         | Designação | Descoberta  | Descoberta      | Descobridor(es)     | Categoria | Mais informações / Referência |
| Permanente         | Provisória | Data        | Local           | Descobridor(es)     | Categoria | Mais informações / Referência |
| ------------------ | ---------- | ----------- | --------------- | ------------------- | --------- | ----------------------------- |
| 361701             | 2007 VZ171 | 24 nov 2003 | Kitt Peak       | DES                 | —         | MPC                           |
| 361702             | 2007 VN195 | 7 nov 2007  | Mount Lemmon    | Mount Lemmon Survey | —         | MPC                           |
| 361703             | 2007 VO202 | 7 nov 2007  | Mount Lemmon    | Mount Lemmon Survey | —         | MPC                           |
| 361704             | 2007 VZ206 | 9 nov 2007  | Catalina        | CSS                 | —         | MPC                           |
| 361705             | 2007 VC245 | 14 nov 2007 | Bisei SG Center | BATTeRS             | —         | MPC                           |
| 361706             | 2007 VY250 | 9 nov 2007  | Catalina        | CSS                 | —         | MPC                           |
| 361707             | 2007 VU251 | 10 nov 2007 | Purple Mountain | PMO NEO             | —         | MPC                           |
| 361708             | 2007 VG258 | 15 nov 2007 | Mount Lemmon    | Mount Lemmon Survey | —         | MPC                           |
| 361709             | 2007 VP267 | 15 set 2007 | Mount Lemmon    | Mount Lemmon Survey | —         | MPC                           |
| 361710             | 2007 VB290 | 14 nov 2007 | Kitt Peak       | Spacewatch          | —         | MPC                           |
| 361711             | 2007 VA295 | 15 nov 2007 | Anderson Mesa   | LONEOS              | —         | MPC                           |
| 361712             | 2007 VX295 | 5 nov 2007  | XuYi            | PMO NEO             | —         | MPC                           |
| 361713             | 2007 VL303 | 12 set 2007 | Catalina        | CSS                 | —         | MPC                           |
| 361714             | 2007 VL307 | 3 nov 2007  | Kitt Peak       | Spacewatch          | —         | MPC                           |
| 361715             | 2007 VO313 | 9 nov 2007  | Kitt Peak       | Spacewatch          | —         | MPC                           |
| 361716             | 2007 VM321 | 18 dez 2003 | Socorro         | LINEAR              | Phocaea   | MPC                           |
| 361717             | 2007 VX322 | 2 nov 2007  | Socorro         | LINEAR              | —         | MPC                           |
| 361718             | 2007 VA324 | 5 nov 2007  | Socorro         | LINEAR              | Mitidika  | MPC                           |
| 361719             | 2007 VJ329 | 14 nov 2007 | Kitt Peak       | Spacewatch          | —         | MPC                           |
| 361720             | 2007 VZ334 | 14 nov 2007 | Kitt Peak       | Spacewatch          | —         | MPC                           |
| 361721             | 2007 WS9   | 17 nov 2007 | Mount Lemmon    | Mount Lemmon Survey | —         | MPC                           |
| 361722             | 2007 WF19  | 18 nov 2007 | Mount Lemmon    | Mount Lemmon Survey | —         | MPC                           |
| 361723             | 2007 WO27  | 3 nov 2007  | Kitt Peak       | Spacewatch          | —         | MPC                           |
| 361724             | 2007 WK31  | 19 nov 2007 | Kitt Peak       | Spacewatch          | —         | MPC                           |
| 361725             | 2007 WF33  | 19 nov 2007 | Mount Lemmon    | Mount Lemmon Survey | —         | MPC                           |
| 361726             | 2007 WS43  | 19 nov 2007 | Mount Lemmon    | Mount Lemmon Survey | —         | MPC                           |
| 361727             | 2007 WY49  | 20 nov 2007 | Mount Lemmon    | Mount Lemmon Survey | —         | MPC                           |
| 361728             | 2007 WT50  | 20 nov 2007 | Mount Lemmon    | Mount Lemmon Survey | —         | MPC                           |
| 361729             | 2007 WU52  | 17 nov 2007 | Catalina        | CSS                 | —         | MPC                           |
| 361730             | 2007 WS55  | 29 nov 2007 | Lulin           | LUSS                | —         | MPC                           |
| 361731             | 2007 WN61  | 18 nov 2007 | Socorro         | LINEAR              | —         | MPC                           |
| 361732             | 2007 WN62  | 19 nov 2003 | Kitt Peak       | Spacewatch          | —         | MPC                           |
| 361733             | 2007 XF3   | 20 out 2007 | Mount Lemmon    | Mount Lemmon Survey | —         | MPC                           |
| 361734             | 2007 XQ10  | 5 dez 2007  | Pla D'Arguines  | R. Ferrando         | —         | MPC                           |
| 361735             | 2007 XJ11  | 19 out 2007 | Catalina        | CSS                 | —         | MPC                           |
| 361736             | 2007 XQ12  | 4 dez 2007  | Kitt Peak       | Spacewatch          | —         | MPC                           |
| 361737             | 2007 XQ14  | 5 dez 2007  | Mount Lemmon    | Mount Lemmon Survey | —         | MPC                           |
| 361738             | 2007 XR17  | 10 dez 2007 | Socorro         | LINEAR              | —         | MPC                           |
| 361739             | 2007 XV18  | 15 set 2007 | Mount Lemmon    | Mount Lemmon Survey | —         | MPC                           |
| 361740             | 2007 XH22  | 10 dez 2007 | Socorro         | LINEAR              | —         | MPC                           |
| 361741             | 2007 XQ23  | 15 set 2007 | Mount Lemmon    | Mount Lemmon Survey | —         | MPC                           |
| 361742             | 2007 XW28  | 5 nov 2007  | Kitt Peak       | Spacewatch          | —         | MPC                           |
| 361743             | 2007 XG33  | 9 dez 2007  | Nyukasa         | Mount Nyukasa Stn.  | —         | MPC                           |
| 361744             | 2007 XV36  | 13 dez 2007 | Socorro         | LINEAR              | —         | MPC                           |
| 361745             | 2007 XU39  | 13 dez 2007 | Socorro         | LINEAR              | —         | MPC                           |
| 361746             | 2007 XD41  | 14 dez 2007 | Socorro         | LINEAR              | —         | MPC                           |
| 361747             | 2007 XZ50  | 6 dez 2007  | Catalina        | CSS                 | —         | MPC                           |
| 361748             | 2007 XH52  | 6 dez 2007  | Mount Lemmon    | Mount Lemmon Survey | —         | MPC                           |
| 361749             | 2007 XW52  | 14 dez 2007 | Mount Lemmon    | Mount Lemmon Survey | —         | MPC                           |
| 361750             | 2007 XP55  | 28 set 2003 | Socorro         | LINEAR              | —         | MPC                           |
| 361751             | 2007 XO59  | 3 dez 2007  | Kitt Peak       | Spacewatch          | —         | MPC                           |
| 361752             | 2007 YZ3   | 19 dez 2007 | Piszkéstető     | K. Sárneczky        | —         | MPC                           |
| 361753             | 2007 YJ21  | 4 dez 2007  | Mount Lemmon    | Mount Lemmon Survey | —         | MPC                           |
| 361754             | 2007 YV29  | 28 dez 2007 | Socorro         | LINEAR              | —         | MPC                           |
| 361755             | 2007 YN54  | 19 out 1998 | Kitt Peak       | Spacewatch          | —         | MPC                           |
| 361756             | 2007 YZ55  | 30 dez 2007 | Catalina        | CSS                 | —         | MPC                           |
| 361757             | 2007 YZ60  | 16 dez 2007 | Catalina        | CSS                 | —         | MPC                           |
| 361758             | 2007 YC62  | 18 dez 2007 | Mount Lemmon    | Mount Lemmon Survey | —         | MPC                           |
| 361759             | 2007 YM63  | 31 dez 2007 | Kitt Peak       | Spacewatch          | —         | MPC                           |
| 361760             | 2007 YF65  | 16 dez 2007 | Catalina        | CSS                 | —         | MPC                           |
| 361761             | 2007 YE66  | 30 dez 2007 | Kitt Peak       | Spacewatch          | —         | MPC                           |
| 361762             | 2007 YR67  | 17 dez 2007 | Mount Lemmon    | Mount Lemmon Survey | —         | MPC                           |
| 361763             | 2007 YN73  | 30 dez 2007 | Kitt Peak       | Spacewatch          | —         | MPC                           |
| 361764 Antonbuslov | 2008 AK2   | 6 jan 2008  | Zelenchukskaya  | Zelenchukskaya Stn. | —         | MPC                           |
| 361765             | 2008 AE5   | 9 jan 2008  | Lulin           | LUSS                | —         | MPC                           |
| 361766             | 2008 AR6   | 10 jan 2008 | Mount Lemmon    | Mount Lemmon Survey | —         | MPC                           |
| 361767             | 2008 AF8   | 10 jan 2008 | Kitt Peak       | Spacewatch          | —         | MPC                           |
| 361768             | 2008 AD11  | 10 jan 2008 | Mount Lemmon    | Mount Lemmon Survey | —         | MPC                           |
| 361769             | 2008 AG17  | 10 jan 2008 | Kitt Peak       | Spacewatch          | —         | MPC                           |
| 361770             | 2008 AC21  | 10 jan 2008 | Mount Lemmon    | Mount Lemmon Survey | —         | MPC                           |
| 361771             | 2008 AV27  | 14 dez 2007 | Mount Lemmon    | Mount Lemmon Survey | —         | MPC                           |
| 361772             | 2008 AY29  | 10 jan 2008 | Altschwendt     | W. Ries             | —         | MPC                           |
| 361773             | 2008 AM34  | 10 jan 2008 | Kitt Peak       | Spacewatch          | —         | MPC                           |
| 361774             | 2008 AF38  | 10 jan 2008 | Mount Lemmon    | Mount Lemmon Survey | —         | MPC                           |
| 361775             | 2008 AK42  | 10 jan 2008 | Mount Lemmon    | Mount Lemmon Survey | —         | MPC                           |
| 361776             | 2008 AK56  | 11 jan 2008 | Kitt Peak       | Spacewatch          | —         | MPC                           |
| 361777             | 2008 AT57  | 11 jan 2008 | Kitt Peak       | Spacewatch          | —         | MPC                           |
| 361778             | 2008 AM68  | 11 jan 2008 | Mount Lemmon    | Mount Lemmon Survey | —         | MPC                           |
| 361779             | 2008 AA81  | 31 dez 2007 | Kitt Peak       | Spacewatch          | —         | MPC                           |
| 361780             | 2008 AW84  | 11 jan 2008 | Catalina        | CSS                 | —         | MPC                           |
| 361781             | 2008 AF87  | 12 jan 2008 | Mount Lemmon    | Mount Lemmon Survey | —         | MPC                           |
| 361782             | 2008 AW88  | 13 jan 2008 | Kitt Peak       | Spacewatch          | —         | MPC                           |
| 361783             | 2008 AU90  | 13 jan 2008 | Kitt Peak       | Spacewatch          | —         | MPC                           |
| 361784             | 2008 AN97  | 14 jan 2008 | Kitt Peak       | Spacewatch          | —         | MPC                           |
| 361785             | 2008 AR99  | 14 jan 2008 | Kitt Peak       | Spacewatch          | —         | MPC                           |
| 361786             | 2008 AG102 | 13 jan 2008 | Kitt Peak       | Spacewatch          | —         | MPC                           |
| 361787             | 2008 AZ112 | 5 jan 2008  | Purple Mountain | PMO NEO             | —         | MPC                           |
| 361788             | 2008 AM129 | 11 jan 2008 | Socorro         | LINEAR              | —         | MPC                           |
| 361789             | 2008 BV3   | 16 jan 2008 | Kitt Peak       | Spacewatch          | —         | MPC                           |
| 361790             | 2008 BE5   | 16 jan 2008 | Kitt Peak       | Spacewatch          | —         | MPC                           |
| 361791             | 2008 BP31  | 30 jan 2008 | Mount Lemmon    | Mount Lemmon Survey | —         | MPC                           |
| 361792             | 2008 BM38  | 31 jan 2008 | Mount Lemmon    | Mount Lemmon Survey | —         | MPC                           |
| 361793             | 2008 BR39  | 30 jan 2008 | Catalina        | CSS                 | —         | MPC                           |
| 361794             | 2008 BS40  | 30 jan 2008 | Mount Lemmon    | Mount Lemmon Survey | —         | MPC                           |
| 361795             | 2008 BN50  | 18 jan 2008 | Kitt Peak       | Spacewatch          | —         | MPC                           |
| 361796             | 2008 BX53  | 30 jan 2008 | Mount Lemmon    | Mount Lemmon Survey | —         | MPC                           |
| 361797             | 2008 BA54  | 31 jan 2008 | Mount Lemmon    | Mount Lemmon Survey | —         | MPC                           |
| 361798             | 2008 CK16  | 3 fev 2008  | Kitt Peak       | Spacewatch          | Eos       | MPC                           |
| 361799             | 2008 CR18  | 3 fev 2008  | Kitt Peak       | Spacewatch          | —         | MPC                           |
| 361800             | 2008 CH20  | 14 dez 2007 | Mount Lemmon    | Mount Lemmon Survey | —         | MPC                           |

## 361801–361900
| Designação | Designação | Descoberta  | Descoberta       | Descobridor(es)     | Categoria | Mais informações / Referência |
| Permanente | Provisória | Data        | Local            | Descobridor(es)     | Categoria | Mais informações / Referência |
| ---------- | ---------- | ----------- | ---------------- | ------------------- | --------- | ----------------------------- |
| 361801     | 2008 CR20  | 2 fev 2008  | Mount Lemmon     | Mount Lemmon Survey | —         | MPC                           |
| 361802     | 2008 CS20  | 4 fev 2008  | La Sagra         | Mallorca Obs.       | —         | MPC                           |
| 361803     | 2008 CD24  | 1 fev 2008  | Kitt Peak        | Spacewatch          | —         | MPC                           |
| 361804     | 2008 CD25  | 1 fev 2008  | Kitt Peak        | Spacewatch          | —         | MPC                           |
| 361805     | 2008 CG30  | 30 mar 2004 | Kitt Peak        | Spacewatch          | —         | MPC                           |
| 361806     | 2008 CA36  | 2 fev 2008  | Kitt Peak        | Spacewatch          | —         | MPC                           |
| 361807     | 2008 CZ37  | 2 fev 2008  | Kitt Peak        | Spacewatch          | —         | MPC                           |
| 361808     | 2008 CL38  | 2 fev 2008  | Mount Lemmon     | Mount Lemmon Survey | —         | MPC                           |
| 361809     | 2008 CD48  | 3 fev 2008  | Catalina         | CSS                 | —         | MPC                           |
| 361810     | 2008 CN50  | 6 fev 2008  | Catalina         | CSS                 | —         | MPC                           |
| 361811     | 2008 CT52  | 7 fev 2008  | Kitt Peak        | Spacewatch          | —         | MPC                           |
| 361812     | 2008 CY58  | 7 fev 2008  | Mount Lemmon     | Mount Lemmon Survey | —         | MPC                           |
| 361813     | 2008 CN71  | 6 fev 2008  | Catalina         | CSS                 | —         | MPC                           |
| 361814     | 2008 CL73  | 6 fev 2008  | Catalina         | CSS                 | —         | MPC                           |
| 361815     | 2008 CB77  | 6 fev 2008  | Catalina         | CSS                 | —         | MPC                           |
| 361816     | 2008 CW90  | 13 jan 2008 | Catalina         | CSS                 | —         | MPC                           |
| 361817     | 2008 CC94  | 8 fev 2008  | Mount Lemmon     | Mount Lemmon Survey | —         | MPC                           |
| 361818     | 2008 CF101 | 9 fev 2008  | Mount Lemmon     | Mount Lemmon Survey | —         | MPC                           |
| 361819     | 2008 CE104 | 9 fev 2008  | Mount Lemmon     | Mount Lemmon Survey | Maria     | MPC                           |
| 361820     | 2008 CG108 | 30 jan 2008 | Vail-Jarnac      | Jarnac Obs.         | —         | MPC                           |
| 361821     | 2008 CK128 | 8 fev 2008  | Kitt Peak        | Spacewatch          | —         | MPC                           |
| 361822     | 2008 CF137 | 8 fev 2008  | Mount Lemmon     | Mount Lemmon Survey | —         | MPC                           |
| 361823     | 2008 CL147 | 9 fev 2008  | Kitt Peak        | Spacewatch          | —         | MPC                           |
| 361824     | 2008 CG157 | 9 fev 2008  | Kitt Peak        | Spacewatch          | —         | MPC                           |
| 361825     | 2008 CV165 | 10 fev 2008 | Mount Lemmon     | Mount Lemmon Survey | —         | MPC                           |
| 361826     | 2008 CB177 | 10 fev 2008 | Socorro          | LINEAR              | —         | MPC                           |
| 361827     | 2008 CF178 | 6 fev 2008  | Catalina         | CSS                 | —         | MPC                           |
| 361828     | 2008 CX178 | 6 fev 2008  | Catalina         | CSS                 | —         | MPC                           |
| 361829     | 2008 CH187 | 3 fev 2008  | Catalina         | CSS                 | —         | MPC                           |
| 361830     | 2008 CO194 | 11 fev 2008 | Mount Lemmon     | Mount Lemmon Survey | —         | MPC                           |
| 361831     | 2008 CU200 | 8 fev 2008  | Kitt Peak        | Spacewatch          | —         | MPC                           |
| 361832     | 2008 CS206 | 10 fev 2008 | Kitt Peak        | Spacewatch          | —         | MPC                           |
| 361833     | 2008 CP212 | 8 fev 2008  | Socorro          | LINEAR              | —         | MPC                           |
| 361834     | 2008 DW4   | 27 fev 2008 | Bisei SG Center  | BATTeRS             | —         | MPC                           |
| 361835     | 2008 DK8   | 24 fev 2008 | Mount Lemmon     | Mount Lemmon Survey | —         | MPC                           |
| 361836     | 2008 DE11  | 26 fev 2008 | Kitt Peak        | Spacewatch          | —         | MPC                           |
| 361837     | 2008 DK13  | 26 fev 2008 | Kitt Peak        | Spacewatch          | —         | MPC                           |
| 361838     | 2008 DU14  | 26 fev 2008 | Mount Lemmon     | Mount Lemmon Survey | —         | MPC                           |
| 361839     | 2008 DL31  | 27 fev 2008 | Kitt Peak        | Spacewatch          | —         | MPC                           |
| 361840     | 2008 DY33  | 27 fev 2008 | Mount Lemmon     | Mount Lemmon Survey | Eos       | MPC                           |
| 361841     | 2008 DG38  | 27 fev 2008 | Kitt Peak        | Spacewatch          | —         | MPC                           |
| 361842     | 2008 DE39  | 27 fev 2008 | Mount Lemmon     | Mount Lemmon Survey | —         | MPC                           |
| 361843     | 2008 DR44  | 28 fev 2008 | Mount Lemmon     | Mount Lemmon Survey | —         | MPC                           |
| 361844     | 2008 DD47  | 28 fev 2008 | Kitt Peak        | Spacewatch          | —         | MPC                           |
| 361845     | 2008 DL48  | 28 fev 2008 | Kitt Peak        | Spacewatch          | —         | MPC                           |
| 361846     | 2008 DC52  | 29 fev 2008 | Mount Lemmon     | Mount Lemmon Survey | —         | MPC                           |
| 361847     | 2008 DW56  | 28 fev 2008 | Mount Lemmon     | Mount Lemmon Survey | —         | MPC                           |
| 361848     | 2008 DX60  | 28 fev 2008 | Mount Lemmon     | Mount Lemmon Survey | —         | MPC                           |
| 361849     | 2008 DF62  | 28 fev 2008 | Kitt Peak        | Spacewatch          | —         | MPC                           |
| 361850     | 2008 DR70  | 13 fev 2008 | Catalina         | CSS                 | —         | MPC                           |
| 361851     | 2008 DG71  | 28 fev 2008 | Mount Lemmon     | Mount Lemmon Survey | —         | MPC                           |
| 361852     | 2008 DT77  | 28 fev 2008 | Mount Lemmon     | Mount Lemmon Survey | —         | MPC                           |
| 361853     | 2008 DQ82  | 28 fev 2008 | Kitt Peak        | Spacewatch          | —         | MPC                           |
| 361854     | 2008 DM88  | 18 fev 2008 | Mount Lemmon     | Mount Lemmon Survey | Eos       | MPC                           |
| 361855     | 2008 EX1   | 1 mar 2008  | Kitt Peak        | Spacewatch          | —         | MPC                           |
| 361856     | 2008 EO13  | 1 mar 2008  | Kitt Peak        | Spacewatch          | Maria     | MPC                           |
| 361857     | 2008 EK23  | 3 mar 2008  | Catalina         | CSS                 | —         | MPC                           |
| 361858     | 2008 EH47  | 5 mar 2008  | Mount Lemmon     | Mount Lemmon Survey | —         | MPC                           |
| 361859     | 2008 ET57  | 7 mar 2008  | Mount Lemmon     | Mount Lemmon Survey | —         | MPC                           |
| 361860     | 2008 ED60  | 8 mar 2008  | Catalina         | CSS                 | —         | MPC                           |
| 361861     | 2008 ED69  | 11 mar 2008 | Catalina         | CSS                 | —         | MPC                           |
| 361862     | 2008 EF71  | 9 fev 2008  | Kitt Peak        | Spacewatch          | —         | MPC                           |
| 361863     | 2008 EH76  | 7 mar 2008  | Mount Lemmon     | Mount Lemmon Survey | —         | MPC                           |
| 361864     | 2008 EZ86  | 7 mar 2008  | Kitt Peak        | Spacewatch          | —         | MPC                           |
| 361865     | 2008 ES93  | 11 fev 2008 | Kitt Peak        | Spacewatch          | —         | MPC                           |
| 361866     | 2008 EA109 | 7 mar 2008  | Mount Lemmon     | Mount Lemmon Survey | —         | MPC                           |
| 361867     | 2008 EC126 | 10 mar 2008 | Kitt Peak        | Spacewatch          | —         | MPC                           |
| 361868     | 2008 EB149 | 2 mar 2008  | Kitt Peak        | Spacewatch          | —         | MPC                           |
| 361869     | 2008 EY166 | 7 mar 2008  | Catalina         | CSS                 | —         | MPC                           |
| 361870     | 2008 FL9   | 26 mar 2008 | Kitt Peak        | Spacewatch          | —         | MPC                           |
| 361871     | 2008 FJ12  | 26 mar 2008 | Mount Lemmon     | Mount Lemmon Survey | —         | MPC                           |
| 361872     | 2008 FR14  | 26 mar 2008 | Mount Lemmon     | Mount Lemmon Survey | —         | MPC                           |
| 361873     | 2008 FD16  | 27 mar 2008 | Kitt Peak        | Spacewatch          | —         | MPC                           |
| 361874     | 2008 FX17  | 26 fev 2008 | Kitt Peak        | Spacewatch          | —         | MPC                           |
| 361875     | 2008 FU22  | 27 mar 2008 | Kitt Peak        | Spacewatch          | —         | MPC                           |
| 361876     | 2008 FG29  | 28 mar 2008 | Kitt Peak        | Spacewatch          | —         | MPC                           |
| 361877     | 2008 FT36  | 28 mar 2008 | Mount Lemmon     | Mount Lemmon Survey | —         | MPC                           |
| 361878     | 2008 FN54  | 28 mar 2008 | Mount Lemmon     | Mount Lemmon Survey | —         | MPC                           |
| 361879     | 2008 FQ54  | 28 fev 2008 | Mount Lemmon     | Mount Lemmon Survey | —         | MPC                           |
| 361880     | 2008 FF55  | 28 mar 2008 | Mount Lemmon     | Mount Lemmon Survey | —         | MPC                           |
| 361881     | 2008 FJ58  | 25 abr 2003 | Campo Imperatore | CINEOS              | —         | MPC                           |
| 361882     | 2008 FE65  | 28 mar 2008 | Kitt Peak        | Spacewatch          | —         | MPC                           |
| 361883     | 2008 FP66  | 28 mar 2008 | Kitt Peak        | Spacewatch          | —         | MPC                           |
| 361884     | 2008 FM70  | 28 mar 2008 | Kitt Peak        | Spacewatch          | —         | MPC                           |
| 361885     | 2008 FF75  | 11 dez 2006 | Kitt Peak        | Spacewatch          | —         | MPC                           |
| 361886     | 2008 FD79  | 27 mar 2008 | Mount Lemmon     | Mount Lemmon Survey | —         | MPC                           |
| 361887     | 2008 FZ81  | 13 set 2005 | Kitt Peak        | Spacewatch          | —         | MPC                           |
| 361888     | 2008 FP89  | 13 jan 2008 | Kitt Peak        | Spacewatch          | —         | MPC                           |
| 361889     | 2008 FV89  | 11 fev 2008 | Kitt Peak        | Spacewatch          | —         | MPC                           |
| 361890     | 2008 FV93  | 29 mar 2008 | Kitt Peak        | Spacewatch          | Maria     | MPC                           |
| 361891     | 2008 FP100 | 30 mar 2008 | Kitt Peak        | Spacewatch          | —         | MPC                           |
| 361892     | 2008 FO116 | 27 mar 2008 | Kitt Peak        | Spacewatch          | —         | MPC                           |
| 361893     | 2008 FF121 | 6 ago 2004  | Palomar          | NEAT                | —         | MPC                           |
| 361894     | 2008 FP124 | 30 mar 2008 | Kitt Peak        | Spacewatch          | —         | MPC                           |
| 361895     | 2008 FS130 | 30 mar 2008 | Kitt Peak        | Spacewatch          | —         | MPC                           |
| 361896     | 2008 FU134 | 30 mar 2008 | Kitt Peak        | Spacewatch          | Brangane  | MPC                           |
| 361897     | 2008 GN2   | 13 fev 2008 | Mount Lemmon     | Mount Lemmon Survey | —         | MPC                           |
| 361898     | 2008 GN5   | 1 abr 2008  | Kitt Peak        | Spacewatch          | Eos       | MPC                           |
| 361899     | 2008 GW14  | 3 abr 2008  | Mount Lemmon     | Mount Lemmon Survey | —         | MPC                           |
| 361900     | 2008 GC17  | 3 abr 2008  | Kitt Peak        | Spacewatch          | —         | MPC                           |

## 361901–362000
| Designação | Designação | Descoberta  | Descoberta       | Descobridor(es)     | Categoria | Mais informações / Referência |
| Permanente | Provisória | Data        | Local            | Descobridor(es)     | Categoria | Mais informações / Referência |
| ---------- | ---------- | ----------- | ---------------- | ------------------- | --------- | ----------------------------- |
| 361901     | 2008 GX19  | 4 abr 2008  | Kitt Peak        | Spacewatch          | —         | MPC                           |
| 361902     | 2008 GJ31  | 3 abr 2008  | Kitt Peak        | Spacewatch          | —         | MPC                           |
| 361903     | 2008 GH33  | 3 abr 2008  | Mount Lemmon     | Mount Lemmon Survey | —         | MPC                           |
| 361904     | 2008 GJ36  | 3 abr 2008  | Kitt Peak        | Spacewatch          | —         | MPC                           |
| 361905     | 2008 GE38  | 3 abr 2008  | Kitt Peak        | Spacewatch          | —         | MPC                           |
| 361906     | 2008 GV40  | 4 abr 2008  | Kitt Peak        | Spacewatch          | —         | MPC                           |
| 361907     | 2008 GK42  | 4 abr 2008  | Kitt Peak        | Spacewatch          | —         | MPC                           |
| 361908     | 2008 GR47  | 4 abr 2008  | Kitt Peak        | Spacewatch          | —         | MPC                           |
| 361909     | 2008 GY59  | 25 ago 2004 | Kitt Peak        | Spacewatch          | Brangane  | MPC                           |
| 361910     | 2008 GL67  | 28 mar 2008 | Mount Lemmon     | Mount Lemmon Survey | —         | MPC                           |
| 361911     | 2008 GK68  | 6 abr 2008  | Kitt Peak        | Spacewatch          | —         | MPC                           |
| 361912     | 2008 GP92  | 6 abr 2008  | Kitt Peak        | Spacewatch          | —         | MPC                           |
| 361913     | 2008 GE97  | 21 nov 2005 | Kitt Peak        | Spacewatch          | —         | MPC                           |
| 361914     | 2008 GH97  | 4 abr 2008  | Kitt Peak        | Spacewatch          | —         | MPC                           |
| 361915     | 2008 GW97  | 8 abr 2008  | Kitt Peak        | Spacewatch          | —         | MPC                           |
| 361916     | 2008 GE98  | 8 abr 2008  | Kitt Peak        | Spacewatch          | —         | MPC                           |
| 361917     | 2008 GQ102 | 10 abr 2008 | Kitt Peak        | Spacewatch          | Ursula    | MPC                           |
| 361918     | 2008 GV102 | 10 abr 2008 | Kitt Peak        | Spacewatch          | —         | MPC                           |
| 361919     | 2008 GK103 | 11 abr 2008 | Kitt Peak        | Spacewatch          | —         | MPC                           |
| 361920     | 2008 GM110 | 1 abr 2008  | Catalina         | CSS                 | —         | MPC                           |
| 361921     | 2008 GV112 | 13 abr 2008 | Catalina         | CSS                 | —         | MPC                           |
| 361922     | 2008 GL121 | 13 abr 2008 | Kitt Peak        | Spacewatch          | —         | MPC                           |
| 361923     | 2008 GS126 | 14 abr 2008 | Mount Lemmon     | Mount Lemmon Survey | —         | MPC                           |
| 361924     | 2008 GW127 | 14 abr 2008 | Mount Lemmon     | Mount Lemmon Survey | Brangane  | MPC                           |
| 361925     | 2008 GL132 | 13 abr 2008 | Mount Lemmon     | Mount Lemmon Survey | —         | MPC                           |
| 361926     | 2008 GU132 | 14 abr 2008 | Mount Lemmon     | Mount Lemmon Survey | —         | MPC                           |
| 361927     | 2008 GD133 | 15 abr 2008 | Mount Lemmon     | Mount Lemmon Survey | —         | MPC                           |
| 361928     | 2008 GC134 | 13 abr 2008 | Mount Lemmon     | Mount Lemmon Survey | —         | MPC                           |
| 361929     | 2008 GA135 | 12 abr 2008 | Kitt Peak        | Spacewatch          | —         | MPC                           |
| 361930     | 2008 GR140 | 9 abr 2008  | Kitt Peak        | Spacewatch          | —         | MPC                           |
| 361931     | 2008 GE146 | 14 abr 2008 | Mount Lemmon     | Mount Lemmon Survey | —         | MPC                           |
| 361932     | 2008 HK5   | 24 abr 2008 | Kitt Peak        | Spacewatch          | —         | MPC                           |
| 361933     | 2008 HP7   | 24 abr 2008 | Kitt Peak        | Spacewatch          | —         | MPC                           |
| 361934     | 2008 HD16  | 25 abr 2008 | Kitt Peak        | Spacewatch          | Eos       | MPC                           |
| 361935     | 2008 HF18  | 26 abr 2008 | Kitt Peak        | Spacewatch          | —         | MPC                           |
| 361936     | 2008 HO24  | 27 abr 2008 | Kitt Peak        | Spacewatch          | —         | MPC                           |
| 361937     | 2008 HJ27  | 27 abr 2008 | Mount Lemmon     | Mount Lemmon Survey | —         | MPC                           |
| 361938     | 2008 HS33  | 26 abr 2008 | Kitt Peak        | Spacewatch          | —         | MPC                           |
| 361939     | 2008 HY38  | 26 abr 2008 | Mount Lemmon     | Mount Lemmon Survey | Maria     | MPC                           |
| 361940     | 2008 HF44  | 16 abr 2008 | Mount Lemmon     | Mount Lemmon Survey | —         | MPC                           |
| 361941     | 2008 HK50  | 29 abr 2008 | Kitt Peak        | Spacewatch          | —         | MPC                           |
| 361942     | 2008 HC52  | 29 abr 2008 | Mount Lemmon     | Mount Lemmon Survey | —         | MPC                           |
| 361943     | 2008 HW52  | 1 abr 2008  | Kitt Peak        | Spacewatch          | —         | MPC                           |
| 361944     | 2008 HL53  | 29 abr 2008 | Kitt Peak        | Spacewatch          | Brangane  | MPC                           |
| 361945     | 2008 HO57  | 30 abr 2008 | Kitt Peak        | Spacewatch          | —         | MPC                           |
| 361946     | 2008 HV58  | 30 abr 2008 | Mount Lemmon     | Mount Lemmon Survey | —         | MPC                           |
| 361947     | 2008 HE62  | 30 abr 2008 | Kitt Peak        | Spacewatch          | —         | MPC                           |
| 361948     | 2008 HK62  | 30 abr 2008 | Kitt Peak        | Spacewatch          | —         | MPC                           |
| 361949     | 2008 HM62  | 30 abr 2008 | Kitt Peak        | Spacewatch          | —         | MPC                           |
| 361950     | 2008 HD64  | 29 abr 2008 | Mount Lemmon     | Mount Lemmon Survey | Brangane  | MPC                           |
| 361951     | 2008 JO2   | 24 jan 2007 | Mount Lemmon     | Mount Lemmon Survey | —         | MPC                           |
| 361952     | 2008 JM5   | 3 mai 2008  | Mount Lemmon     | Mount Lemmon Survey | —         | MPC                           |
| 361953     | 2008 JY5   | 1 mai 2008  | Catalina         | CSS                 | —         | MPC                           |
| 361954     | 2008 JV6   | 2 mai 2008  | Kitt Peak        | Spacewatch          | Brangane  | MPC                           |
| 361955     | 2008 JB9   | 3 abr 2008  | Mount Lemmon     | Mount Lemmon Survey | —         | MPC                           |
| 361956     | 2008 JW12  | 26 jan 2007 | Kitt Peak        | Spacewatch          | —         | MPC                           |
| 361957     | 2008 JC15  | 3 mai 2008  | Catalina         | CSS                 | —         | MPC                           |
| 361958     | 2008 JR17  | 4 mai 2008  | Kitt Peak        | Spacewatch          | —         | MPC                           |
| 361959     | 2008 JT17  | 14 abr 2008 | Mount Lemmon     | Mount Lemmon Survey | —         | MPC                           |
| 361960     | 2008 JC18  | 4 mai 2008  | Kitt Peak        | Spacewatch          | —         | MPC                           |
| 361961     | 2008 JK18  | 4 mai 2008  | Kitt Peak        | Spacewatch          | —         | MPC                           |
| 361962     | 2008 JY21  | 5 abr 2002  | Palomar          | NEAT                | —         | MPC                           |
| 361963     | 2008 JZ21  | 6 mai 2008  | Kitt Peak        | Spacewatch          | —         | MPC                           |
| 361964     | 2008 JC30  | 11 mai 2008 | Kitt Peak        | Spacewatch          | —         | MPC                           |
| 361965     | 2008 JC31  | 5 mai 2008  | Kitt Peak        | Spacewatch          | Brangane  | MPC                           |
| 361966     | 2008 JE32  | 6 mai 2008  | Mount Lemmon     | Mount Lemmon Survey | —         | MPC                           |
| 361967     | 2008 JG33  | 8 mai 2008  | Mount Lemmon     | Mount Lemmon Survey | —         | MPC                           |
| 361968     | 2008 JN36  | 3 mai 2008  | Kitt Peak        | Spacewatch          | —         | MPC                           |
| 361969     | 2008 JF37  | 14 mai 2008 | Mount Lemmon     | Mount Lemmon Survey | —         | MPC                           |
| 361970     | 2008 JV37  | 6 mai 2008  | Mount Lemmon     | Mount Lemmon Survey | Brangane  | MPC                           |
| 361971     | 2008 KY1   | 26 mai 2008 | Kitt Peak        | Spacewatch          | —         | MPC                           |
| 361972     | 2008 KE7   | 30 abr 2008 | Mount Lemmon     | Mount Lemmon Survey | —         | MPC                           |
| 361973     | 2008 KC11  | 29 mai 2008 | Mount Lemmon     | Mount Lemmon Survey | —         | MPC                           |
| 361974     | 2008 KM12  | 26 mai 2008 | Kitt Peak        | Spacewatch          | —         | MPC                           |
| 361975     | 2008 KP15  | 27 mai 2008 | Kitt Peak        | Spacewatch          | —         | MPC                           |
| 361976     | 2008 KO16  | 27 mai 2008 | Kitt Peak        | Spacewatch          | Brangane  | MPC                           |
| 361977     | 2008 KS16  | 16 mai 2008 | Kitt Peak        | Spacewatch          | —         | MPC                           |
| 361978     | 2008 KO19  | 9 out 2004  | Kitt Peak        | Spacewatch          | —         | MPC                           |
| 361979     | 2008 KB31  | 29 mai 2008 | Kitt Peak        | Spacewatch          | —         | MPC                           |
| 361980     | 2008 KA39  | 27 dez 2006 | Mount Lemmon     | Mount Lemmon Survey | —         | MPC                           |
| 361981     | 2008 KL42  | 31 mai 2008 | Mount Lemmon     | Mount Lemmon Survey | —         | MPC                           |
| 361982     | 2008 LD6   | 11 abr 2008 | Kitt Peak        | Spacewatch          | —         | MPC                           |
| 361983     | 2008 LR11  | 30 abr 2008 | Mount Lemmon     | Mount Lemmon Survey | —         | MPC                           |
| 361984     | 2008 LK12  | 9 jun 2008  | Farra d'Isonzo   | Farra d'Isonzo      | —         | MPC                           |
| 361985     | 2008 LW13  | 7 jun 2008  | Kitt Peak        | Spacewatch          | —         | MPC                           |
| 361986     | 2008 LR14  | 8 jun 2008  | Kitt Peak        | Spacewatch          | —         | MPC                           |
| 361987     | 2008 MB    | 5 mai 2008  | Kitt Peak        | Spacewatch          | —         | MPC                           |
| 361988     | 2008 NA4   | 11 jul 2008 | Siding Spring    | SSS                 | —         | MPC                           |
| 361989     | 2008 QQ15  | 27 ago 2008 | Dauban           | F. Kugel            | —         | MPC                           |
| 361990     | 2008 RA25  | 2 set 2008  | Goodricke-Pigott | R. A. Tucker        | —         | MPC                           |
| 361991     | 2008 RY123 | 6 set 2008  | Kitt Peak        | Spacewatch          | Pallas    | MPC                           |
| 361992     | 2008 SM89  | 21 set 2008 | Kitt Peak        | Spacewatch          | —         | MPC                           |
| 361993     | 2008 SS127 | 22 set 2008 | Kitt Peak        | Spacewatch          | —         | MPC                           |
| 361994     | 2008 SO204 | 26 set 2008 | Kitt Peak        | Spacewatch          | —         | MPC                           |
| 361995     | 2008 SQ226 | 27 set 2008 | Mount Lemmon     | Mount Lemmon Survey | —         | MPC                           |
| 361996     | 2008 SP270 | 24 set 2008 | Kitt Peak        | Spacewatch          | —         | MPC                           |
| 361997     | 2008 SP302 | 23 set 2008 | Kitt Peak        | Spacewatch          | —         | MPC                           |
| 361998     | 2008 TS91  | 4 out 2008  | La Sagra         | Mallorca Obs.       | —         | MPC                           |
| 361999     | 2008 TV96  | 6 out 2008  | Kitt Peak        | Spacewatch          | Vesta     | MPC                           |
| 362000     | 2008 TR117 | 6 out 2008  | Kitt Peak        | Spacewatch          | —         | MPC                           |